# CIM-10 Chapitre 19 : Lésions traumatiques, empoisonnements et certaines autres conséquences de causes externes
Cet article développe le chapitre XIX de la classification internationale des maladies, CIM-10.

## S00-S09 Lésions traumatiques de la tête
- S00 Lésion traumatique superficielle de la tête
  - S00.0 Lésion traumatique superficielle du cuir chevelu
  - S00.1 Contusion de la paupière et de la région péri-oculaire
  - S00.2 Autres lésions traumatiques superficielles de la paupière et de la région péri-oculaire
  - S00.3 Lésion traumatique superficielle du nez
  - S00.4 Lésion traumatique superficielle de l'oreille
  - S00.5 Lésion traumatique superficielle de la lèvre et de la cavité buccale
  - S00.7 Lésions traumatiques superficielles multiples de la tête
  - S00.8 Lésion traumatique superficielle d'autres parties de la tête
  - S00.9 Lésion traumatique superficielle de la tête, partie non précisée

- S01 Plaie ouverte de la tête
  - S01.0 Plaie ouverte du cuir chevelu
  - S01.1 Plaie ouverte de la paupière et de la région péri-oculaire
  - S01.2 Plaie ouverte du nez
  - S01.3 Plaie ouverte de l'oreille
  - S01.4 Plaie ouverte de la joue et de la région temporo-maxillaire
  - S01.5 Plaie ouverte de la lèvre et de la cavité buccale
  - S01.7 Plaies ouvertes multiples de la tête
  - S01.8 Plaie ouverte d'autres parties de la tête
  - S01.9 Plaie ouverte de la tête, partie non précisée

- S02 Fracture du crâne et des os de la face
  - S02.0 Fracture de la voûte du crâne
  - S02.1 Fracture de la base du crâne
  - S02.2 Fracture des os du nez
  - S02.3 Fracture du plancher de l'orbite
  - S02.4 Fracture des os malaires et maxillaires
  - S02.5 Fracture dentaire
  - S02.6 Fracture du maxillaire inférieur
  - S02.7 Fractures multiples du crâne et des os de la face
  - S02.8 Fractures d'autres os du crâne et de la face
  - S02.9 Fracture du crâne et des os de la face, partie non précisée

- S03 Luxation, entorse et foulure d'articulations et de ligaments de la tête
  - S03.0 Luxation de la mâchoire
  - S03.1 Luxation de la cloison du nez
  - S03.2 Luxation dentaire
  - S03.3 Luxation de parties autres et non précisées de la tête
  - S03.4 Entorse et foulure de la mâchoire
  - S03.5 Entorse et foulure de l'articulation et des ligaments de parties autres et non précisées de la tête

- S04 Lésion traumatique des nerfs crâniens
  - S04.0 Lésion traumatique du nerf et des voies optiques
  - S04.1 Lésion traumatique du nerf moteur oculaire commun
  - S04.2 Lésion traumatique du nerf pathétique
  - S04.3 Lésion traumatique du nerf trijumeau
  - S04.4 Lésion traumatique du nerf moteur oculaire externe
  - S04.5 Lésion traumatique du nerf facial
  - S04.6 Lésion traumatique du nerf auditif
  - S04.7 Lésion traumatique du nerf spinal
  - S04.8 Lésion traumatique d'autres nerfs crâniens
  - S04.9 Lésion traumatique d'un nerf crânien, sans précision

- S05 Lésion traumatique de l'œil et de l'orbite
  - S05.0 Lésion traumatique de la conjonctive et abrasion de la cornée sans mention de corps étranger
  - S05.1 Contusion du globe oculaire et des tissus de l'orbite
  - S05.2 Lacération et rupture oculaires avec protrusion ou perte de tissu intra-oculaire
  - S05.3 Lacération oculaire sans protrusion ou perte de tissu intra-oculaire
  - S05.4 Plaie pénétrante de l'orbite, avec ou sans corps étranger
  - S05.5 Plaie pénétrante du globe oculaire, avec corps étranger
  - S05.6 Plaie pénétrante du globe oculaire, sans corps étranger
  - S05.7 Arrachement de l'œil
  - S05.8 Autres lésions traumatiques de l'œil et de l'orbite
  - S05.9 Lésion traumatique de l'œil et de l'orbite, non précisée

- S06 Lésion traumatique intracrânienne
  - S06.0 Commotion
  - S06.1 Œdème cérébral traumatique
  - S06.2 Lésion traumatique cérébrale diffuse
  - S06.3 Lésion traumatique cérébrale en foyer
  - S06.4 Hémorragie épidurale
  - S06.5 Hémorragie sous-durale traumatique
  - S06.6 Hémorragie sous-arachnoïdienne traumatique
  - S06.7 Lésion traumatique intracrânienne avec coma prolongé
  - S06.8 Autres lésions traumatiques intracrâniennes
  - S06.9 Lésion traumatique intracrânienne, sans précision

- S07 Ecrasement de la tête
  - S07.0 Ecrasement de la face
  - S07.1 Ecrasement du crâne
  - S07.8 Ecrasement d'autres parties de la tête
  - S07.9 Ecrasement de la tête, partie non précisée

- S08 Amputation traumatique d'une partie de la tête
  - S08.0 Arrachement du cuir chevelu
  - S08.1 Amputation traumatique de l'oreille
  - S08.8 Amputation traumatique d'autres parties de la tête
  - S08.9 Amputation traumatique d'une partie de la tête non précisée

- S09 Lésions traumatiques de la tête, autres et sans précision
  - S09.0 Lésion traumatique des vaisseaux sanguins de la tête, non classée ailleurs
  - S09.1 Lésion traumatique des muscles et des tendons de la tête
  - S09.2 Rupture traumatique du tympan
  - S09.7 Lésions traumatiques multiples de la tête
  - S09.8 Autres lésions traumatiques précisées de la tête
  - S09.9 Lésion traumatique de la tête, sans précision

## S10-S19 Lésions traumatiques du cou
- S10 Lésion traumatique superficielle du cou
  - S10.0 Contusion de la gorge
  - S10.1 Lésions traumatiques superficielles de la gorge, autres et sans précision
  - S10.7 Lésions traumatiques superficielles multiples du cou
  - S10.8 Lésion traumatique superficielle d'autres parties du cou
  - S10.9 Lésion traumatique superficielle du cou, partie non précisée

- S11 Plaie ouverte du cou
  - S11.0 Plaie ouverte avec atteinte du larynx et de la trachée
  - S11.1 Plaie ouverte avec atteinte de la thyroïde
  - S11.2 Plaie ouverte avec atteinte du pharynx et de l'œsophage cervical
  - S11.7 Plaies ouvertes multiples du cou
  - S11.8 Plaie ouverte d'autres parties du cou
  - S11.9 Plaie ouverte du cou, partie non précisée

- S12 Fracture du cou
  - S12.0 Fracture de la première vertèbre cervicale
  - S12.1 Fracture de la deuxième vertèbre cervicale
  - S12.2 Fracture d'autres vertèbres cervicales précisées
  - S12.7 Fractures multiples du rachis cervical
  - S12.8 Fracture d'autres parties du cou
  - S12.9 Fracture du cou, partie non précisée

- S13 Luxation, entorse et foulure des articulations et des ligaments au niveau du cou
  - S13.0 Rupture traumatique d'un disque intervertébral cervical
  - S13.1 Luxation d'une vertèbre cervicale
  - S13.2 Luxations de parties autres et non précisées du cou
  - S13.3 Luxations multiples du cou
  - S13.4 Entorse et foulure du rachis cervical
  - S13.5 Entorse et foulure de la région thyroïdienne
  - S13.6 Entorse et foulure des articulations et des ligaments de parties autres et non précisées du cou

- S14 Lésion traumatique des nerfs et de la moelle épinière au niveau du cou
  - S14.0 Commotion et œdème de la moelle cervicale
  - S14.1 Lésions traumatiques de la moelle cervicale, autres et non précisées
  - S14.2 Lésion traumatique d'une racine nerveuse du rachis cervical
  - S14.3 Lésion traumatique du plexus brachial
  - S14.4 Lésion traumatique des nerfs périphériques du cou
  - S14.5 Lésion traumatique des nerfs sympathiques cervicaux
  - S14.6 Lésion traumatique de nerfs du cou, autres et non précisés

- S15 Lésion traumatique des vaisseaux sanguins au niveau du cou
  - S15.0 Lésion traumatique de la carotide
  - S15.1 Lésion traumatique de l'artère vertébrale
  - S15.2 Lésion traumatique de la veine jugulaire externe
  - S15.3 Lésion traumatique de la veine jugulaire interne
  - S15.7 Lésion traumatique de multiples vaisseaux sanguins au niveau du cou
  - S15.8 Lésion traumatique d'autres vaisseaux sanguins au niveau du cou
  - S15.9 Lésion traumatique de vaisseaux sanguins non précisés au niveau du cou

- S16 Lésion traumatique des muscles et des tendons au niveau du cou

- S17 Ecrasement du cou
  - S17.0 Ecrasement du larynx et de la trachée
  - S17.8 Ecrasement d'autres parties du cou
  - S17.9 Ecrasement du cou, partie non précisée

- S18 Amputation traumatique au niveau du cou (Décapitation)

- S19 Lésions traumatiques du cou, autres et sans précision
  - S19.7 Lésions traumatiques multiples du cou
  - S19.8 Autres lésions traumatiques précisées du cou
  - S19.9 Lésion traumatique du cou, sans précision

## S20-S29 Lésions traumatiques du thorax
- S20 Lésion traumatique superficielle du thorax
  - S20.0 Contusion du sein
  - S20.1 Lésions traumatiques superficielles du sein, autres et non précisées
  - S20.2 Contusion du thorax
  - S20.3 Autres lésions traumatiques superficielles de la paroi thoracique antérieure
  - S20.4 Autres lésions traumatiques superficielles de la paroi thoracique postérieure
  - S20.7 Lésions traumatiques superficielles multiples du thorax
  - S20.8 Lésion traumatique superficielle de parties autres et non précisées du thorax

- S21 Plaie ouverte du thorax
  - S21.0 Plaie ouverte du sein
  - S21.1 Plaie ouverte de la paroi thoracique antérieure
  - S21.2 Plaie ouverte de la paroi thoracique postérieure
  - S21.7 Plaies ouvertes multiples de la paroi thoracique
  - S21.8 Plaie ouverte d'autres parties du thorax
  - S21.9 Plaie ouverte du thorax, partie non précisée

- S22 Fracture de côte(s), du sternum et du rachis dorsal
  - S22.0 Fracture d'une vertèbre dorsale
  - S22.1 Fractures multiples du rachis dorsal
  - S22.2 Fracture du sternum
  - S22.3 Fracture de côte
  - S22.4 Fractures multiples de côtes
  - S22.5 Volet costal
  - S22.8 Fractures d'autres parties des os du thorax
  - S22.9 Fracture des os du thorax, partie non précisée

- S23 Luxation, entorse et foulure des articulations et des ligaments du thorax
  - S23.0 Rupture traumatique d'un disque intervertébral dorsal
  - S23.1 Luxation d'une vertèbre dorsale
  - S23.2 Luxation de parties autres et non précisées du thorax
  - S23.3 Entorse et foulure du rachis dorsal
  - S23.4 Entorse et foulure des côtes et du sternum
  - S23.5 Entorse et foulure de parties autres et non précisées du thorax

- S24 Lésion traumatique des nerfs et de la moelle épinière au niveau du thorax
  - S24.0 Commotion et œdème de la moelle dorsale
  - S24.1 Lésions traumatiques autres et non précisées de la moelle dorsale
  - S24.2 Lésion traumatique d'une racine nerveuse du rachis dorsal
  - S24.3 Lésion traumatique de nerfs périphériques du thorax
  - S24.4 Lésion traumatique de nerfs sympathiques du thorax
  - S24.5 Lésion traumatique d'autres nerfs du thorax
  - S24.6 Lésion traumatique d'un nerf non précisé du thorax

- S25 Lésion traumatique de vaisseaux sanguins du thorax
  - S25.0 Lésion traumatique de l'aorte thoracique
  - S25.1 Lésion traumatique de l'artère innominée ou sous-clavière
  - S25.2 Lésion traumatique de la veine cave supérieure
  - S25.3 Lésion traumatique de la veine innominée ou sous-clavière
  - S25.4 Lésion traumatique de vaisseaux sanguins du poumon
  - S25.5 Lésion traumatique de vaisseaux sanguins intercostaux
  - S25.7 Lésions traumatiques de multiples vaisseaux sanguins du thorax
  - S25.8 Lésion traumatique d'autres vaisseaux sanguins du thorax
  - S25.9 Lésion traumatique d'un vaisseau sanguin non précisé du thorax

- S26 Lésion traumatique du cœur (contusion, lacération, perforation, rupture traumatique du cœur)
  - S26.0 Lésion traumatique du cœur avec hémopéricarde
  - S26.8 Autres lésions traumatiques du cœur
  - S26.9 Lésion traumatique du cœur, sans précision

- S27 Lésions traumatiques d'organes intrathoraciques, autres et non précisés
  - S27.0 Pneumothorax traumatique
  - S27.1 Hémothorax traumatique
  - S27.2 Hémopneumothorax traumatique
  - S27.3 Autres lésions traumatiques du poumon
  - S27.4 Lésion traumatique des bronches
  - S27.5 Lésion traumatique de la trachée thoracique
  - S27.6 Lésion traumatique de la plèvre
  - S27.7 Lésions traumatiques multiples des organes intrathoraciques
  - S27.8 Lésion traumatique d'autres organes intrathoraciques précisés
  - S27.9 Lésion traumatique d'organes intrathoraciques non précisés

- S28 Ecrasement du thorax et amputation traumatique d'une partie du thorax
  - S28.0 Ecrasement du thorax
  - S28.1 Amputation traumatique d'une partie du thorax

- S29 Lésions traumatiques du thorax, autres et sans précision
  - S29.0 Lésion traumatique des muscles et des tendons au niveau du thorax
  - S29.7 Lésions traumatiques multiples du thorax
  - S29.8 Autres lésions traumatiques précisées du thorax
  - S29.9 Lésion traumatique du thorax, sans précision

## S30-S39 Lésions traumatiques de l'abdomen, des lombes, du rachis lombaire et du bassin
- S30 Lésion traumatique superficielle de l'abdomen, des lombes et du bassin
  - S30.0 Contusion des lombes et du bassin
  - S30.1 Contusion de la paroi abdominale
  - S30.2 Contusion des organes génitaux externes
  - S30.7 Lésions traumatiques superficielles multiples de l'abdomen, des lombes et du bassin
  - S30.8 Autres lésions traumatiques superficielles de l'abdomen, des lombes et du bassin
  - S30.9 Lésion traumatique superficielle de l'abdomen, des lombes et du bassin, partie non précisée

- S31 Plaie ouverte de l'abdomen, des lombes et du bassin
  - S31.0 Plaie ouverte des lombes et du bassin
  - S31.1 Plaie ouverte de la paroi abdominale
  - S31.2 Plaie ouverte du pénis
  - S31.3 Plaie ouverte du scrotum et des testicules
  - S31.4 Plaie ouverte du vagin et de la vulve
  - S31.5 Plaie ouverte des organes génitaux externes, autres et non précisés
  - S31.7 Plaies ouvertes multiples de l'abdomen, des lombes et du bassin
  - S31.8 Plaie ouverte de parties autres et non précisées de l'abdomen

- S32 Fracture du rachis lombaire et du bassin
  - S32.0 Fracture d'une vertèbre lombaire
  - S32.1 Fracture du sacrum
  - S32.2 Fracture du coccyx
  - S32.3 Fracture de l'ilion
  - S32.4 Fracture de l'acétabulum
  - S32.5 Fracture du pubis
  - S32.7 Fractures multiples du rachis lombaire et du bassin
  - S32.8 Fracture de parties autres et non précisées du rachis lombaire et du bassin

- S33 Luxation, entorse et foulure des articulations et des ligaments du rachis lombaire et du bassin
  - S33.0 Rupture traumatique d'un disque intervertébral lombaire
  - S33.1 Luxation d'une vertèbre lombaire
  - S33.2 Luxation des articulations sacro-iliaque et sacro-coccygienne
  - S33.3 Luxation de parties autres et non précisées du rachis lombaire et du bassin
  - S33.4 Rupture traumatique de la symphyse pubienne
  - S33.5 Entorse et foulure du rachis lombaire
  - S33.6 Entorse et foulure de l'articulation sacro-iliaque
  - S33.7 Entorse et foulure de parties autres et non précisées du rachis lombaire et du bassin

- S34 Lésion traumatique des nerfs et de la moelle épinière lombaire au niveau de l'abdomen, des lombes et du bassin
  - S34.0 Commotion et œdème de la moelle lombaire
  - S34.1 Autres lésions traumatiques de la moelle lombaire
  - S34.2 Lésion traumatique de la racine nerveuse du rachis lombaire et sacré
  - S34.3 Lésion traumatique de la queue de cheval
  - S34.4 Lésion traumatique du plexus lombo-sacré
  - S34.5 Lésion traumatique des nerfs sympathiques lombaires, sacrés et du bassin
  - S34.6 Lésion traumatique de nerf(s) périphérique(s) de l'abdomen, des lombes et du bassin
  - S34.8 Lésion traumatique de nerfs autres et non précisés au niveau de l'abdomen, des lombes et du bassin

- S35 Lésion traumatique de vaisseaux sanguins au niveau de l'abdomen, des lombes et du bassin
  - S35.0 Lésion traumatique de l'aorte abdominale
  - S35.1 Lésion traumatique de la veine cave inférieure
  - S35.2 Lésion traumatique de l'artère cœliaque ou mésentérique
  - S35.3 Lésion traumatique de la veine porte ou splénique
  - S35.4 Lésion traumatique des vaisseaux sanguins du rein
  - S35.5 Lésion traumatique des vaisseaux sanguins iliaques
  - S35.7 Lésion traumatique de multiples vaisseaux sanguins au niveau de l'abdomen, des lombes et du bassin
  - S35.8 Lésion traumatique d'autres vaisseaux sanguins au niveau de l'abdomen, des lombes et du bassin
  - S35.9 Lésion traumatique de vaisseaux sanguins non précisés, au niveau de l'abdomen, des lombes et du bassin

- S36 Lésion traumatique d'organes intra-abdominaux
  - S36.0 Lésion traumatique de la rate
  - S36.1 Lésion traumatique du foie et de la vésicule biliaire
  - S36.2 Lésion traumatique du pancréas
  - S36.3 Lésion traumatique de l'estomac
  - S36.4 Lésion traumatique de l'intestin grêle
  - S36.5 Lésion traumatique du côlon
  - S36.6 Lésion traumatique du rectum
  - S36.7 Lésion traumatique de multiples organes intra-abdominaux
  - S36.8 Lésion traumatique d'autres organes intra-abdominaux
  - S36.9 Lésion traumatique d'un organe intra-abdominal non précisé

- S37 Lésion traumatique des organes pelviens et urinaires
  - S37.0 Lésion traumatique du rein
  - S37.1 Lésion traumatique de l'uretère
  - S37.2 Lésion traumatique de la vessie
  - S37.3 Lésion traumatique de l'urètre
  - S37.4 Lésion traumatique de l'ovaire
  - S37.5 Lésion traumatique de la trompe de Fallope
  - S37.6 Lésion traumatique de l'utérus
  - S37.7 Lésions traumatiques de multiples organes pelviens et urinaires
  - S37.8 Lésions traumatiques d'autres organes pelviens et urinaires
  - S37.9 Lésion traumatique d'un organe pelvien et urinaire non précisé

- S38 Ecrasement et amputation traumatique d'une partie de l'abdomen, des lombes et du bassin
  - S38.0 Ecrasement des organes génitaux externes
  - S38.1 Ecrasement de parties autres et non précisées de l'abdomen, des lombes et du bassin
  - S38.2 Amputation traumatique des organes génitaux externes
  - S38.3 Amputation traumatique de parties autres et non précisées de l'abdomen, des lombes et du bassin

- S39 Lésions traumatiques de l'abdomen, des lombes et du bassin, autres et sans précision
  - S39.0 Lésion traumatique de muscles et de tendons de l'abdomen, des lombes et du bassin
  - S39.6 Lésion traumatique d'organe(s) intra-abdominal(aux) avec organe(s) pelvien(s)
  - S39.7 Autres lésions traumatiques multiples de l'abdomen, des lombes et du bassin
  - S39.8 Autres lésions traumatiques précisées de l'abdomen, des lombes et du bassin
  - S39.9 Lésion traumatique de l'abdomen, des lombes et du bassin, sans précision

## S40-S49 Lésions traumatiques de l'épaule et du bras
- S40 Lésion traumatique superficielle de l'épaule et du bras
  - S40.0 Contusion de l'épaule et du bras
  - S40.7 Lésions traumatiques superficielles multiples de l'épaule et du bras
  - S40.8 Autres lésions traumatiques superficielles de l'épaule et du bras
  - S40.9 Lésion traumatique superficielle de l'épaule et du bras, sans précision

- S41 Plaie ouverte de l'épaule et du bras
  - S41.0 Plaie ouverte de l'épaule
  - S41.1 Plaie ouverte du bras
  - S41.7 Plaies ouvertes multiples de l'épaule et du bras
  - S41.8 Plaie ouverte de parties autres et non précisées de la ceinture scapulaire

- S42 Fracture de l'épaule et du bras
  - S42.0 Fracture de la clavicule
  - S42.1 Fracture de l'omoplate
  - S42.2 Fracture de l'extrémité supérieure de l'humérus
  - S42.3 Fracture de la diaphyse de l'humérus
  - S42.4 Fracture de l'extrémité inférieure de l'humérus
  - S42.7 Fractures multiples de la clavicule, de l'omoplate et de l'humérus
  - S42.8 Fracture d'autres parties de l'épaule et du bras
  - S42.9 Fracture de la ceinture scapulaire, partie non précisée

- S43 Luxation, entorse et foulure des articulations et des ligaments de la ceinture scapulaire
  - S43.0 Luxation de l'articulation de l'épaule
  - S43.1 Luxation de l'articulation acromio-claviculaire
  - S43.2 Luxation de l'articulation sterno-claviculaire
  - S43.3 Luxation de parties autres et non précisées de la ceinture scapulaire
  - S43.4 Entorse et foulure de l'articulation de l'épaule
  - S43.5 Entorse et foulure de l'articulation acromio-claviculaire
  - S43.6 Entorse et foulure de l'articulation sterno-claviculaire
  - S43.7 Entorse et foulure de parties autres et non précisées de la ceinture scapulaire

- S44 Lésion traumatique de nerfs au niveau de l'épaule et du bras
  - S44.0 Lésion traumatique du nerf cubital au niveau du bras
  - S44.1 Lésion traumatique du nerf médian au niveau du bras
  - S44.2 Lésion traumatique du nerf radial au niveau du bras
  - S44.3 Lésion traumatique du nerf axillaire
  - S44.4 Lésion traumatique d'un nerf musculo-cutané
  - S44.5 Lésion traumatique d'un nerf cutané sensitif au niveau de l'épaule et du bras
  - S44.7 Lésion traumatique de multiples nerfs au niveau de l'épaule et du bras
  - S44.8 Lésion traumatique d'autres nerfs au niveau de l'épaule et du bras
  - S44.9 Lésion traumatique d'un nerf non précisé, au niveau de l'épaule et du bras

- S45 Lésion des vaisseaux sanguins au niveau de l'épaule et du bras
  - S45.0 Lésion traumatique de l'artère axillaire
  - S45.1 Lésion traumatique de l'artère brachiale
  - S45.2 Lésion traumatique de la veine axillaire et brachiale
  - S45.3 Lésion traumatique d'une veine superficielle au niveau de l'épaule et du bras
  - S45.7 Lésion traumatique de multiples vaisseaux sanguins au niveau de l'épaule et du bras
  - S45.8 Lésion traumatique d'autres vaisseaux sanguins au niveau de l'épaule et du bras
  - S45.9 Lésion traumatique d'un vaisseau sanguin non précisé, au niveau de l'épaule et du bras

- S46 Lésion traumatique de muscles et de tendons au niveau de l'épaule et du bras
  - S46.0 Lésion traumatique des tendons de la coiffe des rotateurs de l'épaule
  - S46.1 Lésion traumatique du muscle et du tendon du long biceps
  - S46.2 Lésion traumatique de muscles et de tendons d'autres parties du biceps
  - S46.3 Lésion traumatique de muscles et de tendons du triceps
  - S46.7 Lésion traumatique de multiples muscles et tendons au niveau de l'épaule et du bras
  - S46.8 Lésion traumatique d'autres muscles et tendons au niveau de l'épaule et du bras
  - S46.9 Lésion traumatique de muscle et de tendon non précisés, au niveau de l'épaule et du bras

- S47 Ecrasement de l'épaule et du bras

- S48 Amputation traumatique de l'épaule et du bras
  - S48.0 Amputation traumatique de l'articulation de l'épaule
  - S48.1 Amputation traumatique entre l'épaule et le coude
  - S48.9 Amputation traumatique de l'épaule et du bras, niveau non précisé

- S49 Lésions traumatiques de l'épaule et du bras, autres et sans précision
  - S49.7 Lésions traumatiques multiples de l'épaule et du bras
  - S49.8 Autres lésions traumatiques précisées de l'épaule et du bras
  - S49.9 Lésion traumatique de l'épaule et du bras, sans précision

## S50-S59 Lésions traumatiques du coude et de l'avant-bras
- S50 Lésion traumatique superficielle de l'avant-bras
  - S50.0 Contusion du coude
  - S50.1 Contusion de parties autres et non précisées de l'avant-bras
  - S50.7 Lésions traumatiques superficielles multiples de l'avant-bras
  - S50.8 Autres lésions traumatiques superficielles de l'avant-bras
  - S50.9 Lésion traumatique superficielle de l'avant-bras, sans précision

- S51 Plaie ouverte de l'avant-bras
  - S51.0 Plaie ouverte du coude
  - S51.7 Plaies ouvertes multiples de l'avant-bras
  - S51.8 Plaie ouverte d'autres parties de l'avant-bras
  - S51.9 Plaie ouverte de l'avant-bras, partie non précisée

- S52 Fracture de l'avant-bras
  - S52.0 Fracture de la partie supérieure du cubitus
  - S52.1 Fracture de l'extrémité supérieure du radius
  - S52.2 Fracture de la diaphyse du cubitus
  - S52.3 Fracture de la diaphyse du radius
  - S52.4 Fracture des deux diaphyses, cubitale et radiale
  - S52.5 Fracture de l'extrémité inférieure du radius
  - S52.6 Fracture de l'extrémité inférieure du cubitus et du radius
  - S52.7 Fractures multiples de l'avant-bras
  - S52.8 Fracture d'autres parties de l'avant-bras
  - S52.9 Fracture de l'avant-bras, partie non précisée

- S53 Luxation, entorse et foulure des articulations et des ligaments du coude
  - S53.0 Luxation de la tête radiale
  - S53.1 Luxation du coude, sans précision
  - S53.2 Rupture traumatique du ligament latéral externe du coude
  - S53.3 Rupture traumatique du ligament latéral interne du coude
  - S53.4 Entorse et foulure du coude

- S54 Lésion traumatique de nerfs au niveau de l'avant-bras
  - S54.0 Lésion traumatique du nerf cubital au niveau de l'avant-bras
  - S54.1 Lésion traumatique du nerf médian au niveau de l'avant-bras
  - S54.2 Lésion traumatique du nerf radial au niveau de l'avant-bras
  - S54.3 Lésion traumatique d'un nerf sensitif cutané au niveau de l'avant-bras
  - S54.7 Lésion traumatique de multiples nerfs au niveau de l'avant-bras
  - S54.8 Lésion traumatique d'autres nerfs au niveau de l'avant-bras
  - S54.9 Lésion traumatique d'un nerf non précisé, au niveau de l'avant-bras

- S55 Lésion traumatique de vaisseaux sanguins au niveau de l'avant-bras
  - S55.0 Lésion traumatique de l'artère cubitale au niveau de l'avant-bras
  - S55.1 Lésion traumatique de l'artère radiale au niveau de l'avant-bras
  - S55.2 Lésion traumatique d'une veine au niveau de l'avant-bras
  - S55.7 Lésion traumatique de multiples vaisseaux sanguins au niveau de l'avant-bras
  - S55.8 Lésion traumatique d'autres vaisseaux sanguins au niveau de l'avant-bras
  - S55.9 Lésion traumatique d'un vaisseau sanguin non précisé, au niveau de l'avant-bras

- S56 Lésion traumatique de muscles et de tendons au niveau de l'avant-bras
  - S56.0 Lésion traumatique du muscle et du tendon fléchisseurs du pouce au niveau de l'avant-bras
  - S56.1 Lésion traumatique de muscles et de tendons fléchisseurs d'autre(s) doigt(s) au niveau de l'avant-bras
  - S56.2 Lésion traumatique d'un autre muscle et d'un autre tendon fléchisseurs au niveau de l'avant-bras
  - S56.3 Lésion traumatique de muscles et de tendons extenseurs et abducteurs du pouce au niveau de l'avant-bras
  - S56.4 Lésion traumatique de muscles et de tendons extenseurs d'autre(s) doigt(s) au niveau de l'avant-bras
  - S56.5 Lésion traumatique d'un autre muscle et d'un autre tendon extenseurs au niveau de l'avant-bras
  - S56.7 Lésion traumatique de multiples muscles et tendons au niveau de l'avant-bras
  - S56.8 Lésion traumatique de muscles et de tendons autres et non précisés, au niveau de l'avant-bras

- S57 Ecrasement de l'avant-bras
  - S57.0 Ecrasement du coude
  - S57.8 Ecrasement d'autres parties de l'avant-bras
  - S57.9 Ecrasement de l'avant-bras, partie non précisée

- S58 Amputation traumatique de l'avant-bras
  - S58.0 Amputation traumatique au niveau du coude
  - S58.1 Amputation traumatique entre le coude et le poignet
  - S58.9 Amputation traumatique de l'avant-bras, niveau non précisé

- S59 Lésions traumatiques de l'avant-bras, autres et sans précision
  - S59.7 Lésions traumatiques multiples de l'avant bras
  - S59.8 Autres lésions traumatiques précisées de l'avant bras
  - S59.9 Lésion traumatique de l'avant-bras, sans précision

## S60-S69 Lésions traumatiques du poignet et de la main
- S60 Lésion traumatique superficielle du poignet et de la main
  - S60.0 Contusion de(s) doigt(s) sans lésion de l'ongle
  - S60.1 Contusion de(s) doigt(s) avec lésion de l'ongle
  - S60.2 Contusion d'autres parties du poignet et de la main
  - S60.7 Lésions traumatiques superficielles multiples du poignet et de la main
  - S60.8 Autres lésions traumatiques superficielles du poignet et de la main
  - S60.9 Lésion traumatique superficielle du poignet et de la main, sans précision

- S61 Plaie ouverte du poignet et de la main
  - S61.0 Plaie ouverte de(s) doigt(s) sans lésion de l'ongle
  - S61.1 Plaie ouverte de(s) doigt(s) avec lésion de l'ongle
  - S61.7 Plaies ouvertes multiples du poignet et de la main
  - S61.8 Plaie ouverte d'autres parties du poignet et de la main
  - S61.9 Plaie ouverte du poignet et de la main, partie non précisée

- S62 Fracture au niveau du poignet et de la main
  - S62.0 Fracture de l'os scaphoïde de la main
  - S62.1 Fracture d'autre(s) os du carpe
  - S62.2 Fracture du premier métacarpien
  - S62.3 Fracture d'un autre os du métacarpe
  - S62.4 Fractures multiples des métacarpiens
  - S62.5 Fracture du pouce
  - S62.6 Fracture d'un autre doigt
  - S62.7 Fractures multiples de doigts
  - S62.8 Fracture de parties autres et non précisées du poignet et de la main

- S63 Luxation, entorse et foulure d'articulations et de ligaments au niveau du poignet et de la main
  - S63.0 Luxation du poignet
  - S63.1 Luxation du doigt
  - S63.2 Luxations multiples des doigts
  - S63.3 Rupture traumatique de ligament du poignet et du carpe
  - S63.4 Rupture traumatique de ligaments du doigt au niveau des articulations métacarpo-phalangienne et interphalangienne
  - S63.5 Entorse et foulure du poignet
  - S63.6 Entorse et foulure de doigt(s)
  - S63.7 Entorse et foulure d'articulations autres et non précisées de la main

- S64 Lésion traumatique de nerfs au niveau du poignet et de la main
  - S64.0 Lésion traumatique du nerf cubital au niveau du poignet et de la main
  - S64.1 Lésion traumatique du nerf médian au niveau du poignet et de la main
  - S64.2 Lésion traumatique du nerf radial au niveau du poignet et de la main
  - S64.3 Lésion traumatique du nerf collatéral du pouce
  - S64.4 Lésion traumatique du nerf collatéral d'un autre doigt
  - S64.7 Lésion traumatique de multiples nerfs au niveau du poignet et de la main
  - S64.8 Lésion traumatique d'autres nerfs au niveau du poignet et de la main
  - S64.9 Lésion traumatique d'un nerf non précisé, au niveau du poignet et de la main

- S65 Lésion traumatique de vaisseaux sanguins au niveau du poignet et de la main
  - S65.0 Lésion traumatique de l'artère cubitale au niveau du poignet et de la main
  - S65.1 Lésion traumatique de l'artère radiale au niveau du poignet et de la main
  - S65.2 Lésion traumatique de l'arc palmaire superficiel
  - S65.3 Lésion traumatique de l'arc palmaire profond
  - S65.4 Lésion traumatique de vaisseau(x) sanguin(s) du pouce
  - S65.5 Lésion traumatique de vaisseau(x) sanguin(s) d'un autre doigt
  - S65.7 Lésion traumatique de multiples vaisseaux sanguins au niveau du poignet et de la main
  - S65.8 Lésion traumatique d'autres vaisseaux sanguins au niveau du poignet et de la main
  - S65.9 Lésion traumatique d'un vaisseau sanguin non précisé, au niveau du poignet et de la main

- S66 Lésion traumatique de muscles et de tendons au niveau du poignet et de la main
  - S66.0 Lésion traumatique du muscle et du tendon longs fléchisseurs du pouce au niveau du poignet et de la main
  - S66.1 Lésion traumatique du muscle et du tendon fléchisseurs d'un autre doigt au niveau du poignet et de la main
  - S66.2 Lésion traumatique du muscle et du tendon extenseurs du pouce au niveau du poignet et de la main
  - S66.3 Lésion traumatique du muscle et du tendon extenseurs d'un autre doigt au niveau du poignet et de la main
  - S66.4 Lésion traumatique de muscles et de tendons intrinsèques du pouce au niveau du poignet et de la main
  - S66.5 Lésion traumatique de muscles et de tendons intrinsèques d'un autre doigt au niveau du poignet et de la main
  - S66.6 Lésion traumatique de multiples muscles et tendons fléchisseurs au niveau du poignet et de la main
  - S66.7 Lésion traumatique de multiples muscles et tendons extenseurs au niveau du poignet et de la main
  - S66.8 Lésion traumatique d'autres muscles et tendons au niveau du poignet et de la main
  - S66.9 Lésion traumatique d'un muscle et d'un tendon non précisés, au niveau du poignet et de la main

- S67 Ecrasement du poignet et de la main
  - S67.0 Ecrasement du pouce et d'autre(s) doigt(s)
  - S67.8 Ecrasement de parties autres et non précisées du poignet et de la main

- S68 Amputation traumatique du poignet et de la main
  - S68.0 Amputation traumatique du pouce (complète) (partielle)
  - S68.1 Amputation traumatique d'un autre doigt (complète) (partielle)
  - S68.2 Amputation traumatique de deux doigts ou plus (complète) (partielle)
  - S68.3 Amputation traumatique associée de (parties de) doigt(s) et d'autres parties du poignet et de la main
  - S68.4 Amputation traumatique de la main au niveau du poignet
  - S68.8 Amputation traumatique d'autres parties du poignet et de la main
  - S68.9 Amputation traumatique du poignet et de la main, niveau non précisé

- S69 Lésions traumatiques du poignet et de la main, autres et sans précision
  - S69.7 Lésions traumatiques multiples du poignet et de la main
  - S69.8 Autres lésions traumatiques précisées du poignet et de la main
  - S69.9 Lésion traumatique du poignet et de la main, sans précision

## S70-S79 Lésions traumatiques de la hanche et de la cuisse
- S70 Lésion traumatique superficielle de la hanche et de la cuisse
  - S70.0 Contusion de la hanche
  - S70.1 Contusion de la cuisse
  - S70.7 Lésions traumatiques superficielles multiples de la hanche et de la cuisse
  - S70.8 Autres lésions traumatiques superficielles de la hanche et de la cuisse
  - S70.9 Lésion traumatique superficielle de la hanche et de la cuisse, sans précision

- S71 Plaie ouverte de la hanche et de la cuisse
  - S71.0 Plaie ouverte de la hanche
  - S71.1 Plaie ouverte de la cuisse
  - S71.7 Plaies ouvertes multiples de la hanche et de la cuisse
  - S71.8 Plaie ouverte de parties autres et non précisées de la ceinture pelvienne

- S72 Fracture du fémur
  - S72.0 Fracture du col du fémur
  - S72.1 Fracture du trochanter
  - S72.2 Fracture sous-trochantérienne
  - S72.3 Fracture de la diaphyse fémorale
  - S72.4 Fracture de l'extrémité inférieure du fémur
  - S72.7 Fractures multiples du fémur
  - S72.8 Fracture d'autres parties du fémur
  - S72.9 Fracture du fémur, partie non précisée

- S73 Luxation, entorse et foulure de l'articulation et des ligaments de la hanche
  - S73.0 Luxation de la hanche
  - S73.1 Entorse et foulure de la hanche

- S74 Lésion traumatique de nerfs au niveau de la hanche et de la cuisse
  - S74.0 Lésion traumatique du nerf sciatique au niveau de la hanche et de la cuisse
  - S74.1 Lésion traumatique du nerf fémoral au niveau de la hanche et de la cuisse
  - S74.2 Lésion traumatique d'un nerf cutané sensitif au niveau de la hanche et de la cuisse
  - S74.7 Lésion traumatique de multiples nerfs au niveau de la hanche et de la cuisse
  - S74.8 Lésion traumatique d'autres nerfs au niveau de la hanche et de la cuisse
  - S74.9 Lésion traumatique d'un nerf non précisé, au niveau de la hanche et de la cuisse

- S75 Lésion traumatique de vaisseaux sanguins au niveau de la hanche et de la cuisse
  - S75.0 Lésion traumatique de l'artère fémorale
  - S75.1 Lésion traumatique de la veine fémorale au niveau de la hanche et de la cuisse
  - S75.2 Lésion traumatique de la veine saphène interne au niveau de la hanche et de la cuisse
  - S75.7 Lésion traumatique de multiples vaisseaux sanguins au niveau de la hanche et de la cuisse
  - S75.8 Lésion traumatique d'autres vaisseaux sanguins au niveau de la hanche et de la cuisse
  - S75.9 Lésion traumatique d'un vaisseau sanguin non précisé, au niveau de la hanche et de la cuisse

- S76 Lésion traumatique de muscles et de tendons au niveau de la hanche et de la cuisse
  - S76.0 Lésion traumatique de muscles et de tendons de la hanche
  - S76.1 Lésion traumatique de muscles et de tendons du quadriceps
  - S76.2 Lésion traumatique de muscles et de tendons adducteurs de la cuisse
  - S76.3 Lésion traumatique de muscles et de tendons postérieurs au niveau de la cuisse
  - S76.4 Lésion traumatique de muscles et de tendons autres et non précisés, au niveau de la cuisse
  - S76.7 Lésion traumatique de multiples muscles et tendons au niveau de la hanche et de la cuisse

- S77 Ecrasement de la hanche et de la cuisse
  - S77.0 Ecrasement de la hanche
  - S77.1 Ecrasement de la cuisse
  - S77.2 Ecrasement de la hanche et de la cuisse

- S78 Amputation traumatique de la hanche et de la cuisse
  - S78.0 Amputation traumatique de l'articulation de la hanche
  - S78.1 Amputation traumatique entre la hanche et le genou
  - S78.9 Amputation traumatique de la hanche et de la cuisse, niveau non précisé

- S79 Lésions traumatiques de la hanche et de la cuisse, autres et sans précision
  - S79.7 Lésions traumatiques multiples de la hanche et de la cuisse
  - S79.8 Autres lésions traumatiques précisées de la hanche et de la cuisse
  - S79.9 Lésion traumatique de la hanche et de la cuisse, sans précision

## S80-S89 Lésions traumatiques du genou et de la jambe
- S80 Lésion traumatique superficielle de la jambe
  - S80.0 Contusion du genou
  - S80.1 Contusion de parties autres et non précisées de la jambe
  - S80.7 Lésions traumatiques superficielles multiples de la jambe
  - S80.8 Autres lésions traumatiques superficielles de la jambe
  - S80.9 Lésion traumatique superficielle de la jambe, sans précision

- S81 Plaie ouverte de la jambe
  - S81.0 Plaie ouverte du genou
  - S81.7 Plaies ouvertes multiples de la jambe
  - S81.8 Plaie ouverte d'autres parties de la jambe
  - S81.9 Plaie ouverte de la jambe, partie non précisée

- S82 Fracture de la jambe, y compris la cheville
  - S82.0 Fracture de la rotule
  - S82.1 Fracture de l'extrémité supérieure du tibia
  - S82.2 Fracture de la diaphyse du tibia
  - S82.3 Fracture de l'extrémité inférieure du tibia
  - S82.4 Fracture du péroné seul
  - S82.5 Fracture de la malléole interne
  - S82.6 Fracture de la malléole externe
  - S82.7 Fractures multiples de la jambe
  - S82.8 Fractures d'autres parties de la jambe
  - S82.9 Fracture de la jambe, partie non précisée

- S83 Luxation, entorse et foulure des articulations et des ligaments du genou
  - S83.0 Luxation de la rotule
  - S83.1 Luxation du genou
  - S83.2 Déchirure récente d'un ménisque
  - S83.3 Déchirure récente du cartilage articulaire du genou
  - S83.4 Entorse et foulure des ligaments latéraux du genou (interne) (externe)
  - S83.5 Entorse et foulure des ligaments croisés du genou (antérieur) (postérieur)
  - S83.6 Entorse et foulure de parties autres et non précisées du genou
  - S83.7 Lésion traumatique de multiples parties du genou

- S84 Lésion traumatique des nerfs au niveau de la jambe
  - S84.0 Lésion traumatique du nerf sciatique poplité interne au niveau de la jambe
  - S84.1 Lésion traumatique du nerf sciatique poplité externe au niveau de la jambe
  - S84.2 Lésion traumatique d'un nerf cutané sensitif au niveau de la jambe
  - S84.7 Lésion traumatique de multiples nerfs au niveau de la jambe
  - S84.8 Lésion traumatique d'autres nerfs au niveau de la jambe
  - S84.9 Lésion traumatique d'un nerf non précisé, au niveau de la jambe

- S85 Lésion traumatique de vaisseaux sanguins au niveau de la jambe
  - S85.0 Lésion traumatique de l'artère poplitée
  - S85.1 Lésion traumatique de l'artère tibiale (antérieure) (postérieure)
  - S85.2 Lésion traumatique de l'artère péronière
  - S85.3 Lésion traumatique de la veine saphène interne au niveau de la jambe
  - S85.4 Lésion traumatique de la veine saphène externe au niveau de la jambe
  - S85.5 Lésion traumatique de la veine poplitée
  - S85.7 Lésion traumatique de multiples vaisseaux sanguins au niveau de la jambe
  - S85.8 Lésion traumatique d'autres vaisseaux sanguins au niveau de la jambe
  - S85.9 Lésion traumatique d'un vaisseau sanguin non précisé, au niveau de la jambe

- S86 Lésion traumatique de muscles et de tendons au niveau de la jambe
  - S86.0 Lésion traumatique du tendon d'Achille
  - S86.1 Lésion traumatique d'autre(s) muscle(s) et tendon(s) postérieurs au niveau de la jambe
  - S86.2 Lésion traumatique de muscle(s) et de tendon(s) antérieurs au niveau de la jambe
  - S86.3 Lésion traumatique de muscle(s) et de tendon(s) péroniers au niveau de la jambe
  - S86.7 Lésion traumatique de multiples muscles et tendons au niveau de la jambe
  - S86.8 Lésion traumatique d'autres muscles et tendons au niveau de la jambe
  - S86.9 Lésion traumatique d'un muscle et d'un tendon non précisés, au niveau de la jambe

- S87 Ecrasement de la jambe
  - S87.0 Ecrasement du genou
  - S87.8 Ecrasement de parties autres et non précisées de la jambe

- S88 Amputation traumatique de la jambe
  - S88.0 Amputation traumatique au niveau du genou
  - S88.1 Amputation traumatique entre le genou et la cheville
  - S88.9 Amputation traumatique de la jambe, niveau non précisé

- S89 Lésions traumatiques de la jambe, autres et sans précision
  - S89.7 Lésions traumatiques multiples de la jambe
  - S89.8 Autres lésions traumatiques précisées de la jambe
  - S89.9 Lésion traumatique de la jambe, sans précision

## S90-S99 Lésions traumatiques de la cheville et du pied
- S90 Lésion traumatique superficielle de la cheville et du pied
  - S90.0 Contusion de la cheville
  - S90.1 Contusion d'un (des) orteil(s) sans lésion de l'ongle
  - S90.2 Contusion d'un (des) orteil(s) avec lésion de l'ongle
  - S90.3 Contusion de parties autres et non précisées du pied
  - S90.7 Lésions traumatiques superficielles multiples de la cheville et du pied
  - S90.8 Autres lésions traumatiques superficielles de la cheville et du pied
  - S90.9 Lésion traumatique superficielle de la cheville et du pied, sans précision

- S91 Plaie ouverte de la cheville et du pied
  - S91.0 Plaie ouverte de la cheville
  - S91.1 Plaie ouverte d'un (des) orteil(s) sans lésion de l'ongle
  - S91.2 Plaie ouverte d'un (des) orteil(s) avec lésion de l'ongle
  - S91.3 Plaie ouverte d'autres parties du pied
  - S91.7 Plaies ouvertes multiples de la cheville et du pied

- S92 Fracture du pied, sauf la cheville
  - S92.0 Fracture du calcanéum
  - S92.1 Fracture de l'astragale
  - S92.2 Fracture d'autres os du tarse
  - S92.3 Fracture d'os du métatarse
  - S92.4 Fracture du gros orteil
  - S92.5 Fracture d'un autre orteil
  - S92.7 Fractures multiples du pied
  - S92.9 Fracture du pied, sans précision

- S93 Luxation, entorse et foulure des articulations et des ligaments au niveau de la cheville et du pied
  - S93.0 Luxation de la cheville
  - S93.1 Luxation d'un (des) orteil(s)
  - S93.2 Rupture de ligaments au niveau de la cheville et du pied
  - S93.3 Luxation de parties autres et non précisées du pied
  - S93.4 Entorse et foulure de la cheville
  - S93.5 Entorse et foulure d'un (des) orteil(s)
  - S93.6 Entorse et foulure de parties autres et non précisées du pied

- S94 Lésion traumatique des nerfs au niveau de la cheville et du pied
  - S94.0 Lésion traumatique du nerf plantaire externe
  - S94.1 Lésion traumatique du nerf plantaire interne
  - S94.2 Lésion traumatique du nerf tibial antérieur au niveau de la cheville et du pied
  - S94.3 Lésion traumatique d'un nerf cutané sensitif au niveau de la cheville et du pied
  - S94.7 Lésion traumatique de multiples nerfs au niveau de la cheville et du pied
  - S94.8 Lésion traumatique d'autres nerfs au niveau de la cheville et du pied
  - S94.9 Lésion traumatique d'un nerf non précisé, au niveau de la cheville et du pied

- S95 Lésion traumatique de vaisseaux sanguins au niveau de la cheville et du pied
  - S95.0 Lésion traumatique de l'artère dorsale du pied
  - S95.1 Lésion traumatique de l'artère plantaire du pied
  - S95.2 Lésion traumatique de la veine dorsale du pied
  - S95.7 Lésion traumatique de multiples vaisseaux sanguins au niveau de la cheville et du pied
  - S95.8 Lésion traumatique d'autres vaisseaux sanguins au niveau de la cheville et du pied
  - S95.9 Lésion traumatique d'un vaisseau sanguin non précisé, au niveau de la cheville et du pied

- S96 Lésion traumatique de muscles et de tendons au niveau de la cheville et du pied
  - S96.0 Lésion traumatique d'un muscle et d'un tendon long fléchisseur d'un orteil, au niveau de la cheville et du pied
  - S96.1 Lésion traumatique d'un muscle et d'un tendon long extenseur d'un orteil, au niveau de la cheville et du pied
  - S96.2 Lésion traumatique d'un muscle et d'un tendon intrinsèques au niveau de la cheville et du pied
  - S96.7 Lésion traumatique de multiples muscles et tendons au niveau de la cheville et du pied
  - S96.8 Lésion traumatique d'autres muscles et tendons au niveau de la cheville et du pied
  - S96.9 Lésion traumatique d'un muscle et d'un tendon non précisés, au niveau de la cheville et du pied

- S97 Ecrasement de la cheville et du pied
  - S97.0 Ecrasement de la cheville
  - S97.1 Ecrasement d'un (des) orteil(s)
  - S97.8 Ecrasement d'autres parties de la cheville et du pied

- S98 Amputation traumatique de la cheville et du pied
  - S98.0 Amputation traumatique du pied au niveau de la cheville
  - S98.1 Amputation traumatique d'un orteil
  - S98.2 Amputation traumatique de deux orteils ou plus
  - S98.3 Amputation traumatique d'autres parties du pied
  - S98.4 Amputation traumatique du pied, niveau non précisé

- S99 Lésions traumatiques de la cheville et du pied, autres et sans précision
  - S99.7 Lésions traumatiques multiples de la cheville et du pied
  - S99.8 Autres lésions traumatiques précisées de la cheville et du pied
  - S99.9 Lésion traumatique de la cheville et du pied, sans précision

## T00-T07 Lésions traumatiques de plusieurs parties du corps
- T00 Lésions traumatiques superficielles de plusieurs parties du corps
  - T00.0 Lésions traumatiques superficielles de la tête avec lésions traumatiques superficielles du cou
  - T00.1 Lésions traumatiques superficielles du thorax, de l'abdomen, des lombes et du bassin
  - T00.2 Lésions traumatiques superficielles de plusieurs parties de(s) membre(s) supérieur(s)
  - T00.3 Lésions traumatiques superficielles de plusieurs parties de(s) membre(s) inférieur(s)
  - T00.6 Lésions traumatiques superficielles de plusieurs parties de(s) membre(s) supérieur(s) avec membres(s) inférieur(s)
  - T00.8 Lésions traumatiques superficielles comprenant d'autres associations de parties du corps
  - T00.9 Lésions traumatiques superficielles multiples, sans précision

- T01 Plaies ouvertes de plusieurs parties du corps
  - T01.0 Plaies ouvertes de la tête avec plaies ouvertes du cou
  - T01.1 Plaies ouvertes du thorax avec plaies ouvertes de l'abdomen, des lombes et du bassin
  - T01.2 Plaies ouvertes de plusieurs parties de(s) membre(s) supérieur(s)
  - T01.3 Plaies ouvertes de plusieurs parties de(s) membre(s) inférieur(s)
  - T01.6 Plaies ouvertes de plusieurs parties de(s) membre(s) supérieur(s) avec plaies ouvertes de(s) membre(s) inférieur(s)
  - T01.8 Plaies ouvertes avec d'autres associations de parties du corps
  - T01.9 Plaies ouvertes multiples, sans précision

- T02 Fractures de plusieurs parties du corps
  - T02.0 Fractures de la tête avec fractures du cou
  - T02.1 Fractures du thorax avec fractures des lombes et du bassin
  - T02.2 Fractures de plusieurs parties d'un membre supérieur
  - T02.3 Fractures de plusieurs parties d'un membre inférieur
  - T02.4 Fractures de plusieurs parties des deux membres supérieurs
  - T02.5 Fractures de plusieurs parties des deux membres inférieurs
  - T02.6 Fractures de plusieurs parties de(s) membre(s) supérieur(s) avec membre(s) inférieur(s)
  - T02.7 Fractures du thorax avec fractures des lombes, du bassin et de(s) membre(s)
  - T02.8 Fractures avec d'autres associations de parties du corps
  - T02.9 Fractures multiples, sans précision

- T03 Luxations, entorses et foulures de plusieurs parties du corps
  - T03.0 Luxations, entorses et foulures de la tête avec luxations, entorses et foulures du cou
  - T03.1 Luxations, entorses et foulures du thorax avec luxations, entorses et foulures des lombes et du bassin
  - T03.2 Luxations, entorses et foulures de plusieurs parties de(s) membre(s) supérieur(s)
  - T03.3 Luxations, entorses et foulures de plusieurs parties de(s) membre(s) inférieur(s)
  - T03.4 Luxations, entorses et foulures de plusieurs parties de(s) membre(s) supérieur(s) avec membre(s) inférieur(s)
  - T03.8 Luxations, entorses et foulures avec d'autres associations de parties du corps
  - T03.9 Luxations, entorses et foulures multiples, sans précision

- T04 Ecrasements de plusieurs parties du corps
  - T04.0 Ecrasement de la tête avec écrasement du cou
  - T04.1 Ecrasement du thorax avec écrasement de l'abdomen, des lombes et du bassin
  - T04.2 Ecrasement de plusieurs parties de(s) membre(s) supérieur(s)
  - T04.3 Ecrasement de plusieurs parties de(s) membre(s) inférieur(s)
  - T04.4 Ecrasement de plusieurs parties de(s) membre(s) supérieur(s) avec membre(s) inférieur(s)
  - T04.7 Ecrasement du thorax avec écrasement de l'abdomen, des lombes, du bassin et de(s) membre(s)
  - T04.8 Ecrasement d'autres associations de parties du corps
  - T04.9 Ecrasements multiples, sans précision

- T05 Amputations traumatiques de plusieurs parties du corps
  - T05.0 Amputation traumatique des deux mains
  - T05.1 Amputation traumatique d'une main et de l'autre membre supérieur [tout niveau, sauf la main]
  - T05.2 Amputation traumatique des deux membres supérieurs [tout niveau]
  - T05.3 Amputation traumatique des deux pieds
  - T05.4 Amputation traumatique d'un pied et de l'autre membre inférieur [tout niveau, sauf le pied]
  - T05.5 Amputation traumatique des deux membres inférieurs [tout niveau]
  - T05.6 Amputation traumatique de membres supérieurs et inférieurs, toute association [tout niveau]
  - T05.8 Amputation traumatique avec d'autres associations de parties du corps
  - T05.9 Amputations traumatiques multiples, sans précision

- T06 Autres lésions traumatiques de plusieurs parties du corps, non classées ailleurs
  - T06.0 Lésions traumatiques du cerveau et des nerfs crâniens avec lésions traumatiques des nerfs et de la moelle épinière au niveau du cou
  - T06.1 Lésions traumatiques des nerfs et de la moelle épinière de plusieurs autres parties du corps
  - T06.2 Lésions traumatiques des nerfs de plusieurs parties du corps
  - T06.3 Lésions traumatiques de vaisseaux sanguins de plusieurs parties du corps
  - T06.4 Lésions traumatiques de muscles et de tendons de plusieurs parties du corps
  - T06.5 Lésions traumatiques des organes intrathoraciques avec lésions traumatiques des organes intra-abdominaux et pelviens
  - T06.8 Autres lésions traumatiques précisées de plusieurs parties du corps

- T07 Lésions traumatiques multiples, sans précision

## T08-T14 Lésions traumatiques de siège non précisé du tronc, membre ou autre région du corps
- T08 Fracture du rachis, niveau non précisé

- T09 Autres lésions traumatiques du rachis et du tronc, niveau non précisé
  - T09.0 Lésion traumatique superficielle du tronc, niveau non précisé
  - T09.1 Plaie ouverte du tronc, niveau non précisé
  - T09.2 Luxation, entorse et foulure d'articulation et de ligament non précisés du tronc
  - T09.3 Lésion traumatique de la moelle épinière, niveau non précisé
  - T09.4 Lésion traumatique d'un nerf, de la racine nerveuse et du plexus rachidien du tronc, non précisés
  - T09.5 Lésion traumatique de muscle et de tendon non précisés du tronc
  - T09.6 Amputation traumatique du tronc, niveau non précisé
  - T09.8 Autres lésions traumatiques précisées du tronc, niveau non précisé
  - T09.9 Lésion traumatique non précisée du tronc, niveau non précisé

- T10 Fracture du membre supérieur, niveau non précisé

- T11 Autres lésions traumatiques du membre supérieur, niveau non précisé
  - T11.0 Lésion traumatique superficielle du membre supérieur, niveau non précisé
  - T11.1 Plaie ouverte du membre supérieur, niveau non précisé
  - T11.2 Luxation, entorse et foulure d'une articulation et d'un ligament non précisés du membre supérieur, niveau non précisé
  - T11.3 Lésion traumatique d'un nerf non précisé du membre supérieur, niveau non précisé
  - T11.4 Lésion traumatique d'un vaisseau sanguin non précisé du membre supérieur, niveau non précisé
  - T11.5 Lésion traumatique d'un muscle et d'un tendon non précisés du membre supérieur, niveau non précisé
  - T11.6 Amputation traumatique du membre supérieur, niveau non précisé
  - T11.8 Autres lésions traumatiques précisées du membre supérieur, niveau non précisé
  - T11.9 Lésion traumatique non précisée du membre supérieur, niveau non précisé

- T12 Fracture d'un membre inférieur, niveau non précisé

- T13 Autres lésions traumatiques du membre inférieur, niveau non précisé
  - T13.0 Lésion traumatique superficielle du membre inférieur, niveau non précisé
  - T13.1 Plaie ouverte du membre inférieur, niveau non précisé
  - T13.2 Luxation, entorse et foulure d'une articulation et d'un ligament non précisés du membre inférieur, niveau non précisé
  - T13.3 Lésion traumatique d'un nerf non précisé du membre inférieur, niveau non précisé
  - T13.4 Lésion traumatique d'un vaisseau sanguin non précisé du membre inférieur, niveau non précisé
  - T13.5 Lésion traumatique d'un muscle et d'un tendon non précisés du membre inférieur, niveau non précisé
  - T13.6 Amputation traumatique du membre inférieur, niveau non précisé
  - T13.8 Autres lésions traumatiques précisées du membre inférieur, niveau non précisé
  - T13.9 Lésion traumatique non précisée du membre inférieur, niveau non précisé

- T14 Lésions traumatiques d'une partie du corps non précisée
  - T14.0 Lésion traumatique superficielle d'une partie du corps non précisée
  - T14.1 Plaie ouverte d'une partie du corps non précisée
  - T14.2 Fracture d'une partie du corps non précisée
  - T14.3 Luxation, entorse et foulure d'une partie du corps non précisée
  - T14.4 Lésion traumatique de nerf(s) d'une partie du corps non précisée
  - T14.5 Lésion traumatique de vaisseau(x) sanguin(s) d'une partie du corps non précisée
  - T14.6 Lésion traumatique de muscles et de tendons d'une partie du corps non précisée
  - T14.7 Ecrasement et amputation traumatique d'une partie du corps non précisée
  - T14.8 Autres lésions traumatiques d'une partie du corps non précisée
  - T14.9 Lésion traumatique, sans précision

## T15-T19 Effets dus à un corps étranger ayant pénétré dans un orifice naturel
- T15 Corps étranger dans la partie externe de l'œil
  - T15.0 Corps étranger dans la cornée
  - T15.1 Corps étranger dans le sac conjonctival
  - T15.8 Corps étranger de localisations autres et multiples dans la partie externe de l'œil
  - T15.9 Corps étranger dans la partie externe de l'œil, sans précision

- T16 Corps étranger dans l'oreille

- T17 Corps étranger dans les voies respiratoires
  - T17.0 Corps étranger dans un sinus nasal
  - T17.1 Corps étranger dans une narine
  - T17.2 Corps étranger dans le pharynx
  - T17.3 Corps étranger dans le larynx
  - T17.4 Corps étranger dans la trachée
  - T17.5 Corps étranger dans les bronches
  - T17.8 Corps étranger de localisations autres et multiples dans les voies respiratoires
  - T17.9 Corps étranger dans les voies respiratoires, partie non précisée

- T18 Corps étranger dans les voies digestives
  - T18.0 Corps étranger dans la bouche
  - T18.1 Corps étranger dans l'œsophage
  - T18.2 Corps étranger dans l'estomac
  - T18.3 Corps étranger dans l'intestin grêle
  - T18.4 Corps étranger dans le côlon
  - T18.5 Corps étranger dans l'anus et le rectum
  - T18.8 Corps étranger de localisations autres et multiples dans les voies digestives
  - T18.9 Corps étranger dans les voies digestives, partie non précisée

- T19 Corps étranger dans les voies génito-urinaires
  - T19.0 Corps étranger dans l'urètre
  - T19.1 Corps étranger dans la vessie
  - T19.2 Corps étranger dans la vulve et le vagin
  - T19.3 Corps étranger dans l'utérus [toute partie]
  - T19.8 Corps étranger de localisations autres et multiples dans les voies génito-urinaires
  - T19.9 Corps étranger dans les voies génito-urinaires, partie non précisée

## T20-T32 Brûlures et corrosions

### T20-T25 Brûlures et corrosions de la surface externe du corps, selon la localisation
- T20 Brûlure et corrosion de la tête et du cou
  - T20.0 Brûlure de la tête et du cou, degré non précisé
  - T20.1 Brûlure du premier degré de la tête et du cou
  - T20.2 Brûlure du second degré de la tête et du cou
  - T20.3 Brûlure du troisième degré de la tête et du cou
  - T20.4 Corrosion de la tête et du cou, degré non précisé
  - T20.5 Corrosion du premier degré de la tête et du cou
  - T20.6 Corrosion du second degré de la tête et du cou
  - T20.7 Corrosion du troisième degré de la tête et du cou

- T21 Brûlure et corrosion du tronc
  - T21.0 Brûlure du tronc, degré non précisé
  - T21.1 Brûlure du premier degré du tronc
  - T21.2 Brûlure du second degré du tronc
  - T21.3 Brûlure du troisième degré du tronc
  - T21.4 Corrosion du tronc, degré non précisé
  - T21.5 Corrosion du premier degré du tronc
  - T21.6 Corrosion du second degré du tronc
  - T21.7 Corrosion du troisième degré du tronc

- T22 Brûlure et corrosion de l'épaule et du membre supérieur, sauf poignet et main
  - T22.0 Brûlure de l'épaule et du membre supérieur, sauf poignet et main, degré non précisé
  - T22.1 Brûlure du premier degré de l'épaule et du membre supérieur, sauf poignet et main
  - T22.2 Brûlure du second degré de l'épaule et du membre supérieur, sauf poignet et main
  - T22.3 Brûlure du troisième degré de l'épaule et du membre supérieur, sauf poignet et main
  - T22.4 Corrosion de l'épaule et du membre supérieur, sauf poignet et main, degré non précisé
  - T22.5 Corrosion du premier degré de l'épaule et du membre supérieur, sauf poignet et main
  - T22.6 Corrosion du second degré de l'épaule et du membre supérieur, sauf poignet et main
  - T22.7 Corrosion du troisième degré de l'épaule et du membre supérieur, sauf poignet et main

- T23 Brûlure et corrosion du poignet et de la main
  - T23.0 Brûlure du poignet et de la main, degré non précisé
  - T23.1 Brûlure du premier degré du poignet et de la main
  - T23.2 Brûlure du second degré du poignet et de la main
  - T23.3 Brûlure du troisième degré du poignet et de la main
  - T23.4 Corrosion du poignet et de la main, degré non précisé
  - T23.5 Corrosion du premier degré du poignet et de la main
  - T23.6 Corrosion du second degré du poignet et de la main
  - T23.7 Corrosion du troisième degré du poignet et de la main

- T24 Brûlure et corrosion de la hanche et du membre inférieur, sauf cheville et pied
  - T24.0 Brûlure de la hanche et du membre inférieur, sauf cheville et pied, degré non précisé
  - T24.1 Brûlure du premier degré de la hanche et du membre inférieur, sauf cheville et pied
  - T24.2 Brûlure du second degré de la hanche et du membre inférieur, sauf cheville et pied
  - T24.3 Brûlure du troisième degré de la hanche et du membre inférieur, sauf cheville et pied
  - T24.4 Corrosion de la hanche et du membre inférieur, sauf cheville et pied, degré non précisé
  - T24.5 Corrosion du premier degré de la hanche et du membre inférieur, sauf cheville et pied
  - T24.6 Corrosion du second degré de la hanche et du membre inférieur, sauf cheville et pied
  - T24.7 Corrosion du troisième degré de la hanche et du membre inférieur, sauf cheville et pied

- T25 Brûlure et corrosion de la cheville et du pied
  - T25.0 Brûlure de la cheville et du pied, degré non précisé
  - T25.1 Brûlure du premier degré de la cheville et du pied
  - T25.2 Brûlure du second degré de la cheville et du pied
  - T25.3 Brûlure du troisième degré de la cheville et du pied
  - T25.4 Corrosion de la cheville et du pied, degré non précisé
  - T25.5 Corrosion du premier degré de la cheville et du pied
  - T25.6 Corrosion du second degré de la cheville et du pied
  - T25.7 Corrosion du troisième degré de la cheville et du pied

### T26-T28 Brûlures et corrosions de l'œil et des organes internes
- T26 Brûlure et corrosion limitées à l'œil et ses annexes
  - T26.0 Brûlure de la paupière et de la région périoculaire
  - T26.1 Brûlure de la cornée et du sac conjonctival
  - T26.2 Brûlure provoquant la rupture et la destruction du globe oculaire
  - T26.3 Brûlure d'autres parties de l'œil et de ses annexes
  - T26.4 Brûlure de l'œil et de ses annexes, partie non précisée
  - T26.5 Corrosion de la paupière et de la région périoculaire
  - T26.6 Corrosion de la cornée et du sac conjonctival
  - T26.7 Corrosion provoquant la rupture et la destruction du globe oculaire
  - T26.8 Corrosion d'autres parties de l'œil et de ses annexes
  - T26.9 Corrosion de l'œil et de ses annexes, partie non précisée

- T27 Brûlure et corrosion des voies respiratoires
  - T27.0 Brûlure du larynx et de la trachée
  - T27.1 Brûlure comprenant le larynx et la trachée avec les poumons
  - T27.2 Brûlure d'autres parties des voies respiratoires
  - T27.3 Brûlure des voies respiratoires, partie non précisée
  - T27.4 Corrosion du larynx et de la trachée
  - T27.5 Corrosion comprenant le larynx et la trachée avec les poumons
  - T27.6 Corrosion d'autres parties des voies respiratoires
  - T27.7 Corrosion des voies respiratoires, partie non précisée

- T28 Brûlure et corrosion d'autres organes internes
  - T28.0 Brûlure de la bouche et du pharynx
  - T28.1 Brûlure de l'œsophage
  - T28.2 Brûlure d'autres parties des voies digestives
  - T28.3 Brûlure des organes génito-urinaires internes
  - T28.4 Brûlure des organes internes, autres et sans précision
  - T28.5 Corrosion de la bouche et du pharynx
  - T28.6 Corrosion de l'œsophage
  - T28.7 Corrosion d'autres parties des voies digestives
  - T28.8 Corrosion des organes génito-urinaires internes
  - T28.9 Corrosion des organes internes, autres et sans précision

### T29-T32 Brûlures et corrosions de parties du corps, multiples et non précisées
- T29 Brûlures et corrosions de parties multiples du corps
  - T29.0 Brûlures de parties multiples du corps, degré non précisé
  - T29.1 Brûlures de parties multiples du corps, pas de brûlures mentionnées dépassant le premier degré
  - T29.2 Brûlures de parties multiples du corps, pas de brûlures mentionnées dépassant le second degré
  - T29.3 Brûlures de parties multiples du corps, au moins une brûlure du troisième degré mentionnée
  - T29.4 Corrosions de parties multiples du corps, degré non précisé
  - T29.5 Corrosions de parties multiples du corps, pas de corrosions mentionnées dépassant le premier degré
  - T29.6 Corrosions de parties multiples du corps, pas de corrosions mentionnées dépassant le second degré
  - T29.7 Corrosions de parties multiples du corps, au moins une corrosion du troisième degré mentionnée

- T30 Brûlure et corrosion, partie du corps non précisée
  - T30.0 Brûlure, partie du corps non précisée, degré non précisé
  - T30.1 Brûlure du premier degré, partie du corps non précisée
  - T30.2 Brûlure du second degré, partie du corps non précisée
  - T30.3 Brûlure du troisième degré, partie du corps non précisée
  - T30.4 Corrosion, partie du corps non précisée, degré non précisé
  - T30.5 Corrosion du premier degré, partie du corps non précisée
  - T30.6 Corrosion du second degré, partie du corps non précisée
  - T30.7 Corrosion du troisième degré, partie du corps non précisée

- T31 Brûlures classées selon l'étendue de la surface du corps atteinte
  - T31.0 Brûlures couvrant moins de 10 % de la surface du corps
  - T31.1 Brûlures couvrant entre 10 et moins de 20 % de la surface du corps
  - T31.2 Brûlures couvrant entre 20 et moins de 30 % de la surface du corps
  - T31.3 Brûlures couvrant entre 30 et moins de 40 % de la surface du corps
  - T31.4 Brûlures couvrant entre 40 et moins de 50 % de la surface du corps
  - T31.5 Brûlures couvrant entre 50 et moins de 60 % de la surface du corps
  - T31.6 Brûlures couvrant entre 60 et moins de 70 % de la surface du corps
  - T31.7 Brûlures couvrant entre 70 et moins de 80 % de la surface du corps
  - T31.8 Brûlures couvrant entre 80 et moins de 90 % de la surface du corps
  - T31.9 Brûlures couvrant 90 % ou plus de la surface du corps

- T32 Corrosions classées selon l'étendue de la surface du corps atteinte
  - T32.0 Corrosions couvrant moins de 10 % de la surface du corps
  - T32.1 Corrosions couvrant entre 10 et moins de 20 % de la surface du corps
  - T32.2 Corrosions couvrant entre 20 et moins de 30 % de la surface du corps
  - T32.3 Corrosions couvrant entre 30 et moins de 40 % de la surface du corps
  - T32.4 Corrosions couvrant entre 40 et moins de 50 % de la surface du corps
  - T32.5 Corrosions couvrant entre 50 et moins de 60 % de la surface du corps
  - T32.6 Corrosions couvrant entre 60 et moins de 70 % de la surface du corps
  - T32.7 Corrosions couvrant entre 70 et moins de 80 % de la surface du corps
  - T32.8 Corrosions couvrant entre 80 et moins de 90 % de la surface du corps
  - T32.9 Corrosions couvrant 90 % ou plus de la surface du corps

## T33-T35 Gelures
- T33 Gelure superficielle
  - T33.0 Gelure superficielle de la tête
  - T33.1 Gelure superficielle du cou
  - T33.2 Gelure superficielle du thorax
  - T33.3 Gelure superficielle de la paroi abdominale, des lombes et du bassin
  - T33.4 Gelure superficielle du bras et de l'avant bras
  - T33.5 Gelure superficielle du poignet et de la main
  - T33.6 Gelure superficielle de la hanche et de la cuisse
  - T33.7 Gelure superficielle du genou et de la jambe
  - T33.8 Gelure superficielle de la cheville et du pied
  - T33.9 Gelure superficielle de localisations autres et non précisées

- T34 Gelure avec nécrose des tissus
  - T34.0 Gelure de la tête, avec nécrose des tissus
  - T34.1 Gelure du cou, avec nécrose des tissus
  - T34.2 Gelure du thorax, avec nécrose des tissus
  - T34.3 Gelure de la paroi abdominale, des lombes et du bassin, avec nécrose des tissus
  - T34.4 Gelure du bras et de l'avant-bras, avec nécrose des tissus
  - T34.5 Gelure du poignet et de la main, avec nécrose des tissus
  - T34.6 Gelure de la hanche et de la cuisse, avec nécrose des tissus
  - T34.7 Gelure du genou et de la jambe, avec nécrose des tissus
  - T34.8 Gelure de la cheville et du pied, avec nécrose des tissus
  - T34.9 Gelure de localisations autres et non précisées, avec nécrose des tissus

- T35 Gelure de parties multiples du corps et sans précision
  - T35.0 Gelure superficielle de parties multiples du corps
  - T35.1 Gelure de parties multiples du corps, avec nécrose des tissus
  - T35.2 Gelure de la tête et du cou, sans précision
  - T35.3 Gelure du thorax, de l'abdomen, des lombes et du bassin, sans précision
  - T35.4 Gelure du membre supérieur, sans précision
  - T35.5 Gelure du membre inférieur, sans précision
  - T35.6 Gelure de parties multiples du corps, sans précision
  - T35.7 Gelure, sans précision, de localisation non précisée

## T36-T50 Intoxications par des médicaments et des substances biologiques
- T36 Intoxication par antibiotiques systémiques
  - T36.0 Pénicillines
  - T36.1 Céphalosporines et autres bêtalactamines
  - T36.2 Groupe du chloramphénicol
  - T36.3 Macrolides
  - T36.4 Tétracyclines
  - T36.5 Aminosides
  - T36.6 Rifamycines
  - T36.7 Antibiotiques antifongiques administrés par voie générale
  - T36.8 Autres antibiotiques systémiques
  - T36.9 Antibiotique systémique, sans précision

- T37 Intoxication par d'autres anti-infectieux et antiparasitaires systémiques
  - T37.0 Sulfamides
  - T37.1 Antimycobactériens
  - T37.2 Antipaludiques et médicaments agissant sur d'autres protozoaires du sang
  - T37.3 Autres antiprotozoaires
  - T37.4 Anthelminthiques
  - T37.5 Antiviraux
  - T37.8 Autres anti-infectieux et antiparasitaires systémiques précisés
  - T37.9 Anti-infectieux et anti-parasitaire systémiques, sans précision

- T38 Intoxication par hormones et leurs substituts synthétiques et antagonistes, non classés ailleurs
  - T38.0 Glucocorticoïdes et analogues synthétiques
  - T38.1 Hormones thyroïdiennes et leurs dérivés
  - T38.2 Antithyroïdiens
  - T38.3 Insuline et hypoglycémiants oraux [antidiabétiques]
  - T38.4 Contraceptifs oraux
  - T38.5 Autres œstrogènes et progestatifs
  - T38.6 Antigonadotropines, anti-œstrogènes, anti-androgènes, non classés ailleurs
  - T38.7 Androgènes et autres anabolisants
  - T38.8 Hormones et leurs substituts synthétiques, autres et sans précision
  - T38.9 Antagonistes hormonaux, autres et sans précision

- T39 Intoxication par analgésiques non opioïdes, antipyrétiques et antirhumatisants
  - T39.0 Salicylés
  - T39.1 Dérivés du 4-aminophénol
  - T39.2 Dérivés pyrazolés
  - T39.3 Autres anti-inflammatoires non stéroïdiens [AINS]
  - T39.4 Antirhumatismaux, non classés ailleurs
  - T39.8 Autres analgésiques non opioïdes et antipyrétiques, non classés ailleurs
  - T39.9 Analgésique non opioïde, antipyrétique et antirhumatismal, sans précision

- T40 Intoxication par narcotiques et psychodysleptiques [hallucinogènes]
  - T40.0 Opium
  - T40.1 Héroïne
  - T40.2 Autres opioïdes
  - T40.3 Méthadone
  - T40.4 Autres narcotiques synthétiques
  - T40.5 Cocaïne
  - T40.6 Narcotiques, autres et sans précision
  - T40.7 Cannabis (dérivés)
  - T40.8 Lysergide [LSD]
  - T40.9 Psychodysleptiques [hallucinogènes], autres et sans précision

- T41 Intoxication par anesthésiques et gaz thérapeutiques
  - T41.0 Anesthésiques gazeux
  - T41.1 Anesthésiques intraveineux
  - T41.2 Anesthésiques généraux, autres et sans précision
  - T41.3 Anesthésiques locaux
  - T41.4 Anesthésique, sans précision
  - T41.5 Gaz thérapeutiques

- T42 Intoxication par anti-épileptiques, sédatifs, hypnotiques et anti-parkinsoniens
  - T42.0 Dérivés de l'hydantoïne
  - T42.1 Iminostilbènes
  - T42.2 Succinimides et oxazolidine-diones
  - T42.3 Barbituriques
  - T42.4 Benzodiazépines
  - T42.5 Anti-épileptiques en association, non classés ailleurs
  - T42.6 Autres anti-épileptiques, sédatifs et hypnotiques
  - T42.7 Anti-épileptiques, sédatifs et hypnotiques, sans précision
  - T42.8 Antiparkinsoniens et autres dépresseurs centraux du tonus musculaire

- T43 Intoxication par médicaments psychotropes, non classés ailleurs
  - T43.0 Antidépresseurs tricycliques et tétracycliques
  - T43.1 Antidépresseurs inhibiteurs de la mono-amine-oxydase
  - T43.2 Antidépresseurs, autres et non précisés
  - T43.3 Psycholeptiques et neuroleptiques dérivés de la phénothiazine
  - T43.4 Neuroleptiques de type butyrophénone et thioxanthène
  - T43.5 Psycholeptiques et neuroleptiques, autres et non précisés
  - T43.6 Psychostimulants présentant un risque d'abus
  - T43.8 Autres médicaments psychotropes, non classés ailleurs
  - T43.9 Médicament psychotrope, sans précision

- T44 Intoxication par médicaments agissant essentiellement sur le système nerveux autonome
  - T44.0 Anticholinestérasiques
  - T44.1 Autres parasympathomimétiques [cholinergiques]
  - T44.2 Ganglioplégiques, non classés ailleurs
  - T44.3 Autres agents parasympatholytiques [anticholinergiques et antimuscariniques] et spasmolytiques, non classés ailleurs
  - T44.4 Agents principalement alpha-sympathomimétiques, non classés ailleurs
  - T44.5 Agents principalement bêta-sympathomimétiques, non classés ailleurs
  - T44.6 Alpha-bloquants, non classés ailleurs
  - T44.7 Bêta-bloquants, non classés ailleurs
  - T44.8 Agents bloquants neuronaux adrénergiques et d'action centrale, non classés ailleurs
  - T44.9 Médicaments agissant essentiellement sur le système nerveux autonome, autres et sans précision

- T45 Intoxication par substances essentiellement systémiques et hématologiques, non classées ailleurs
  - T45.0 Médicaments antiallergiques et antiémétiques
  - T45.1 Médicaments antitumoraux et immunosuppresseurs
  - T45.2 Vitamines, non classées ailleurs
  - T45.3 Enzymes, non classées ailleurs
  - T45.4 Fer et ses composés
  - T45.5 Anticoagulants
  - T45.6 Médicaments agissant sur la fibrinolyse
  - T45.7 Antagonistes des anticoagulants, vitamine K et autres coagulants
  - T45.8 Autres substances essentiellement systémiques et hématologiques
  - T45.9 Substance essentiellement systémique et hématologique, sans précision

- T46 Intoxication par substances agissant essentiellement sur le système cardio-vasculaire
  - T46.0 Glucosides cardiotoniques et médicaments d'action similaire
  - T46.1 Inhibiteurs calciques
  - T46.2 Autres antiarythmisants, non classés ailleurs
  - T46.3 Vasodilatateurs coronariens, non classés ailleurs
  - T46.4 Inhibiteurs de l'enzyme de conversion
  - T46.5 Autres antihypertenseurs, non classés ailleurs
  - T46.6 Antihyperlipidémiants et antiartériosclérosants
  - T46.7 Vasodilatateurs périphériques
  - T46.8 Substances antivariqueuses, y compris les agents sclérosants
  - T46.9 Substances agissant essentiellement sur le système cardio-vasculaire, autres et sans précision

- T47 Intoxication par substances agissant essentiellement sur le tractus gastro-intestinal
  - T47.0 Inhibiteurs des récepteurs histaminiques H2
  - T47.1 Autres antiacides et antisécrétoires gastriques
  - T47.2 Laxatifs stimulants
  - T47.3 Laxatifs salins et osmotiques
  - T47.4 Autres laxatifs
  - T47.5 Médicaments facilitant la digestion
  - T47.6 Antidiarrhéiques
  - T47.7 Emétiques
  - T47.8 Autres substances agissant essentiellement sur le tractus gastro-intestinal
  - T47.9 Substance agissant essentiellement sur le tractus gastro-intestinal, sans précision

- T48 Intoxication par substances agissant essentiellement sur les muscles lisses et striés et l'appareil respiratoire
  - T48.0 Ocytociques
  - T48.1 Myorelaxants (muscles striés) [bloquants neuro-musculaires]
  - T48.2 Substances agissant essentiellement sur les muscles, autres et sans précision
  - T48.3 Antitussifs
  - T48.4 Expectorants
  - T48.5 Médicaments contre le coryza [rhume banal]
  - T48.6 Antiasthmatiques, non classés ailleurs
  - T48.7 Substances agissant essentiellement sur l'appareil respiratoire, autres et sans précision

- T49 Intoxication par substances à usage topique agissant essentiellement sur la peau et les muqueuses et par médicaments à usage ophtalmologique, oto-rhino-laryngologique et dentaire
  - T49.0 Médicaments antifongiques, anti-infectieux et anti-inflammatoires à usage topique, non classés ailleurs
  - T49.1 Antiprurigineux
  - T49.2 Astringents et détergents locaux
  - T49.3 Emollients, calmants et protecteurs
  - T49.4 Kératolytiques, kératoplastiques et autres médicaments et préparations capillaires
  - T49.5 Médicaments et préparations ophtalmologiques
  - T49.6 Médicaments et préparations utilisés en oto-rhino-laryngologie
  - T49.7 Médicaments dentaires à usage topique
  - T49.8 Autres topiques
  - T49.9 Topique, sans précision

## T51-T65 Effets toxiques de substances d'origine essentiellement non médicinale
- T50 Intoxication par diurétiques et médicaments et substances biologiques, autres et sans précision
  - T50.0 Minéralocorticoïdes et leurs antagonistes
  - T50.1 Diurétiques de l'anse
  - T50.2 Inhibiteurs de l'anhydrase carbonique, benzothiadiazides et autres diurétiques
  - T50.3 Produits agissant sur l'équilibre électrolytique, calorique et hydrique
  - T50.4 Médicaments agissant sur le métabolisme de l'acide urique
  - T50.5 Anorexigènes
  - T50.6 Antidotes et chélateurs, non classés ailleurs
  - T50.7 Analeptiques et antagonistes des opiacés
  - T50.8 Agents de diagnostic
  - T50.9 Médicaments et substances biologiques, autres et sans précision

- T51 Effet toxique de l'alcool
  - T51.0 Ethanol
  - T51.1 Méthanol
  - T51.2 2-Propanol
  - T51.3 Huile de fusel
  - T51.8 Autres alcools
  - T51.9 Alcool, sans précision

- T52 Effet toxique de solvants organiques
  - T52.0 Produits dérivés du pétrole
  - T52.1 Benzène
  - T52.2 Homologues du benzène
  - T52.3 Glycols
  - T52.4 Cétones
  - T52.8 Autres solvants organiques
  - T52.9 Solvant organique, sans précision

- T53 Effet toxique de dérivés halogénés d'hydrocarbures aliphatiques et aromatiques
  - T53.0 Tétrachlorure de carbone
  - T53.1 Chloroforme
  - T53.2 Trichloréthylène
  - T53.3 Tétrachloréthylène
  - T53.4 Dichlorométhane
  - T53.5 Chlorofluorocarbures
  - T53.6 Autres dérivés halogénés d'hydrocarbures aliphatiques
  - T53.7 Autres dérivés halogénés d'hydrocarbures aromatiques
  - T53.9 Dérivé halogéné d'hydrocarbures aliphatiques et aromatiques, sans précision

- T54 Effet toxique de substances corrosives
  - T54.0 Phénol et homologues du phénol
  - T54.1 Autres composés organiques corrosifs
  - T54.2 Acides corrosifs et substances similaires
  - T54.3 Alcalis corrosifs et substances similaires
  - T54.9 Substance corrosive, sans précision

- T55 Effet toxique de savons et détergents

- T56 Effet toxique des métaux
  - T56.0 Plomb et ses composés
  - T56.1 Mercure et ses composés
  - T56.2 Chrome et ses composés
  - T56.3 Cadmium et ses composés
  - T56.4 Cuivre et ses composés
  - T56.5 Zinc et ses composés
  - T56.6 Etain et ses composés
  - T56.7 Béryllium et ses composés
  - T56.8 Autres métaux
  - T56.9 Métal, sans précision

- T57 Effet toxique d'autres substances non organiques
  - T57.0 Arsenic et ses composés
  - T57.1 Phosphore et ses composés
  - T57.2 Manganèse et ses composés
  - T57.3 Cyanure d'hydrogène
  - T57.8 Autres substances non organiques précisées
  - T57.9 Substance non organique, sans précision

- T58 Effet toxique du monoxyde de carbone

- T59 Effets toxiques d'autres émanations, gaz et fumées
  - T59.0 Oxydes d'azote
  - T59.1 Dioxyde de soufre
  - T59.2 Formaldéhyde
  - T59.3 Gaz lacrymogène
  - T59.4 Chlore gazeux
  - T59.5 Fluor (gaz) et fluorure d'hydrogène
  - T59.6 Sulfure d'hydrogène
  - T59.7 Dioxyde de carbone
  - T59.8 Autres émanations, gaz et fumées précisés
  - T59.9 Emanation, gaz et fumée, sans précision

- T60 Effet toxique de pesticides
  - T60.0 Insecticides organo-phosphorés et carbamates
  - T60.1 Insecticides halogénés
  - T60.2 Autres insecticides
  - T60.3 Herbicides et fongicides
  - T60.4 Rodenticides
  - T60.8 Autres pesticides
  - T60.9 Pesticide, sans précision

- T61 Effet toxique de substances nocives absorbées par le biais de fruits de mer
  - T61.0 Ciguatera
  - T61.1 Intoxication par poissons scombridés
  - T61.2 Autres intoxications par poissons et coquillages
  - T61.8 Autres fruits de mer
  - T61.9 Fruit de mer non précisé

- T62 Effet toxique d'autres substances nocives absorbées par le biais d'aliments
  - T62.0 Champignons ingérés
  - T62.1 Baies ingérées
  - T62.2 Autres (parties de) plantes ingérées
  - T62.8 Autres substances nocives précisées absorbées par le biais d'aliments
  - T62.9 Substance nocive absorbée par le biais d'aliment, sans précision

- T63 Effet toxique d'un contact avec un animal venimeux
  - T63.0 Venin de serpent
  - T63.1 Venin d'autres reptiles
  - T63.2 Venin de scorpion
  - T63.3 Venin d'araignée
  - T63.4 Venin d'autres arthropodes
  - T63.5 Effet toxique d'un contact avec des poissons
  - T63.6 Effet toxique d'un contact avec d'autres animaux marins
  - T63.8 Effet toxique d'un contact avec d'autres animaux venimeux
  - T63.9 Effet toxique d'un contact avec un animal venimeux, sans précision

- T64 Effet toxique de l'aflatoxine et d'autres mycotoxines contaminant des aliments

## T66-T78 Effets de causes externes, autres et non précisés
- T65 Effet toxique de substances autres et non précisées
  - T65.0 Cyanures
  - T65.1 Strychnine et ses sels
  - T65.2 Tabac et nicotine
  - T65.3 Dérivés aminés et nitroaminés du benzène et de ses homologues
  - T65.4 Sulfure de carbone
  - T65.5 Nitroglycérine et autres acides et esters nitriques
  - T65.6 Peintures et teintures, non classées ailleurs
  - T65.8 Effets toxiques d'autres substances précisées
  - T65.9 Effet toxique d'une substance, sans précision

- T66 Effets de rayonnements, sans précision

- T67 Effets de la chaleur et de la lumière
  - T67.0 Coup de chaleur et insolation
  - T67.1 Syncope due à la chaleur
  - T67.2 Crampes dues à la chaleur
  - T67.3 Epuisement dû à la chaleur avec perte hydrique (T67.4)
  - T67.4 Epuisement dû à la chaleur avec perte de sel
  - T67.5 Epuisement dû à la chaleur, sans précision
  - T67.6 Fatigue transitoire due à la chaleur
  - T67.7 Œdème dû à la chaleur
  - T67.8 Autres effets de la chaleur et de la lumière
  - T67.9 Effet de la chaleur et de la lumière, sans précision

- T68 Hypothermie

- T69 Autres effets d'une baisse de la température
  - T69.0 Main et pied d'immersion
  - T69.1 Engelures
  - T69.8 Autres effets précisés d'une baisse de la température
  - T69.9 Effet d'une baisse de la température, sans précision

- T70 Effets de la pression atmosphérique et de la pression de l'eau
  - T70.0 Barotraumatisme de l'oreille
  - T70.1 Barotraumatisme des sinus
  - T70.2 Effets de l'altitude, autres et non précisés
  - T70.3 Maladie des caissons [maladie de la décompression]
  - T70.4 Effets des fluides à haute pression
  - T70.8 Autres effets de la pression atmosphérique et de la pression de l'eau
  - T70.9 Effet de la pression atmosphérique et de la pression de l'eau, sans précision

- T71 Asphyxie

- T73 Effets d'autres privations
  - T73.0 Effets de la faim
  - T73.1 Effets de la soif
  - T73.2 Epuisement dû aux éléments
  - T73.3 Epuisement dû à un effort intensif
  - T73.8 Autres effets dus à une privation
  - T73.9 Effet dû à une privation, sans précision

- T74 Syndromes dus à de mauvais traitements
  - T74.0 Délaissement et abandon
  - T74.1 Sévices physiques
  - T74.2 Sévices sexuels
  - T74.3 Sévices psychologiques
  - T74.8 Autres syndromes dus à de mauvais traitements
  - T74.9 Syndrome dû à de mauvais traitements, sans précision

- T75 Effets d'autres causes externes
  - T75.0 Effets de la foudre
  - T75.1 Noyade et submersion non mortelle
  - T75.2 Effets des vibrations
  - T75.3 Mal des transports
  - T75.4 Effets du courant électrique
  - T75.8 Autres effets précisés de causes externes

- T78 Effets indésirables, non classés ailleurs
  - T78.0 Choc anaphylactique dû à une intolérance alimentaire
  - T78.1 Autres réactions d'intolérance alimentaire, non classées ailleurs
  - T78.2 Choc anaphylactique, sans précision
  - T78.3 Œdème angioneurotique
  - T78.4 Allergie, sans précision
  - T78.8 Autres effets indésirables, non classés ailleurs
  - T78.9 Effet indésirable, sans précision

## T79 Certaines complications précoces des traumatismes
- T79 Certaines complications précoces des traumatismes, non classées ailleurs
  - T79.0 Embolie gazeuse (traumatique)
  - T79.1 Embolie graisseuse (traumatique)
  - T79.2 Hémorragie traumatique secondaire et récidivante
  - T79.3 Infection post-traumatique d'une plaie, non classée ailleurs
  - T79.4 Choc traumatique
  - T79.5 Anurie traumatique
  - T79.6 Ischémie traumatique d'un muscle
  - T79.7 Emphysème sous-cutané d'origine traumatique
  - T79.8 Autres complications précoces d'un traumatisme
  - T79.9 Complication précoce d'un traumatisme, sans précision

## T80-T88 Complications de soins chirurgicaux et médicaux, non classées ailleurs
- T80 Complications consécutives à une injection thérapeutique, une perfusion et une transfusion
  - T80.0 Embolie gazeuse consécutive à une injection thérapeutique, une perfusion et une transfusion
  - T80.1 Complications vasculaires consécutives à une injection thérapeutique, une perfusion et une transfusion
  - T80.2 Infections consécutives à une injection thérapeutique, une perfusion et une transfusion
  - T80.3 Réaction d'incompatibilité ABO
  - T80.4 Réaction d'incompatibilité Rh
  - T80.5 Choc anaphylactique dû au sérum
  - T80.6 Autres réactions sériques
  - T80.8 Autres complications consécutives à une injection thérapeutique, une perfusion et une transfusion
  - T80.9 Complication consécutive à une injection thérapeutique, une perfusion et une transfusion, sans précision

- T81 Complications d'actes à visée diagnostique et thérapeutique, non classées ailleurs
  - T81.0 Hémorragie et hématome compliquant un acte à visée diagnostique et thérapeutique, non classés ailleurs
  - T81.1 Choc pendant ou après un acte à visée diagnostique et thérapeutique, non classé ailleurs
  - T81.2 Perforation et déchirure accidentelles au cours d'un acte à visée diagnostique et thérapeutique, non classées ailleurs
  - T81.3 Désunion d'une plaie opératoire, non classée ailleurs
  - T81.4 Infection après un acte à visée diagnostique et thérapeutique, non classée ailleurs
  - T81.5 Corps étranger laissé accidentellement dans une cavité corporelle ou une plaie opératoire à la suite d'un acte à visée diagnostique et thérapeutique
  - T81.6 Réaction aiguë à une substance étrangère laissée accidentellement au cours d'un acte à visée diagnostique et thérapeutique
  - T81.7 Complications vasculaires consécutives à un acte à visée diagnostique et thérapeutique, non classées ailleurs
  - T81.8 Autres complications d'un acte à visée diagnostique et thérapeutique, non classées ailleurs
  - T81.9 Complication non précisée d'un acte à visée diagnostique et thérapeutique

- T82 Complications de prothèses, implants et greffes cardiaques et vasculaires
  - T82.0 Complication mécanique d'une prothèse valvulaire cardiaque
  - T82.1 Complication mécanique d'un appareil cardiaque électronique
  - T82.2 Complication mécanique d'un pontage coronarien et d'une greffe valvulaire cardiaque
  - T82.3 Complication mécanique d'autres greffes vasculaires
  - T82.4 Complication mécanique d'un cathéter vasculaire de dialyse
  - T82.5 Complication mécanique d'autres prothèses et implants cardiaques et vasculaires
  - T82.6 Infection et réaction inflammatoire dues à une prothèse valvulaire cardiaque
  - T82.7 Infection et réaction inflammatoire dues à d'autres prothèses, implants et greffes cardiaques et vasculaires
  - T82.8 Autres complications de prothèses, implants et greffes cardiaques et vasculaires
  - T82.9 Complication d'une prothèse, d'un implant et d'une greffe cardiaques et vasculaires, sans précision

- T83 Complications de prothèses, implants et greffes génito-urinaires
  - T83.0 Complication mécanique d'une sonde urinaire (à demeure)
  - T83.1 Complication mécanique d'autres prothèses et implants urinaires
  - T83.2 Complication mécanique d'une greffe d'organe urinaire
  - T83.3 Complication mécanique d'un dispositif intra-utérin contraceptif
  - T83.4 Complication mécanique d'autres prothèses, implants et greffes de l'appareil génital
  - T83.5 Infection et réaction inflammatoire dues à une prothèse, un implant et une greffe de l'appareil urinaire
  - T83.6 Infection et réaction inflammatoire dues à une prothèse, un implant et une greffe de l'appareil génital
  - T83.8 Autres complications de prothèses, implants et greffes de l'appareil génito-urinaire
  - T83.9 Complication d'une prothèse, d'un implant et d'une greffe de l'appareil génito-urinaire, sans précision

- T84 Complications de prothèses, implants et greffes orthopédiques internes
  - T84.0 Complication mécanique d'une prothèse articulaire interne
  - T84.1 Complication mécanique d'un appareil de fixation interne d'os d'un membre
  - T84.2 Complication mécanique d'un appareil de fixation interne d'autres os
  - T84.3 Complication mécanique d'autres appareils, implants et greffes des os
  - T84.4 Complication mécanique d'autres appareils, implants et greffes orthopédiques internes
  - T84.5 Infection et réaction inflammatoire dues à une prothèse articulaire interne
  - T84.6 Infection et réaction inflammatoire dues à un appareil de fixation interne [toute localisation]
  - T84.7 Infection et réaction inflammatoire dues à d'autres prothèses, implants et greffes orthopédiques internes
  - T84.8 Autres complications de prothèses, implants et greffes orthopédiques internes
  - T84.9 Complication d'une prothèse, d'un implant et d'une greffe orthopédiques internes, sans précision

- T85 Complications d'autres prothèses, implants et greffes internes
  - T85.0 Complication mécanique d'un shunt ventriculaire intracrânien (communication)
  - T85.1 Complication mécanique de l'implantation d'un stimulateur électronique du système nerveux
  - T85.2 Complication mécanique d'une lentille intra-oculaire
  - T85.3 Complication mécanique d'autres prothèses, implants et greffes oculaires
  - T85.4 Complication mécanique d'une prothèse et d'un implant mammaires
  - T85.5 Complication mécanique de prothèses, implants et greffes gastro-intestinaux
  - T85.6 Complication mécanique d'autres prothèses, implants et greffes internes précisés
  - T85.7 Infection et réaction inflammatoire dues à d'autres prothèses, implants et greffes internes
  - T85.8 Autres complications de prothèses, implants et greffes internes, non classées ailleurs
  - T85.9 Complication d'une prothèse, d'un implant et d'une greffe internes, sans précision

- T86 Echec et rejet d'organes et de tissus greffés
  - T86.0 Rejet d'une greffe de moelle osseuse
  - T86.1 Echec et rejet d'une greffe de rein
  - T86.2 Echec et rejet d'une greffe de cœur
  - T86.3 Echec et rejet d'une greffe cœur-poumon
  - T86.4 Echec et rejet d'une greffe de foie
  - T86.8 Echec et rejet d'autres organes et tissus greffés
  - T86.9 Echec et rejet d'un organe et d'un tissu greffés non précisés

- T87 Complications propres à une réimplantation et une amputation
  - T87.0 Complications d'une réimplantation de (ou d'une partie de) membre supérieur
  - T87.1 Complications d'une réimplantation de (ou d'une partie de) membre inférieur
  - T87.2 Complications d'une réimplantation d'une autre partie du corps
  - T87.3 Névrome sur moignon d'amputation
  - T87.4 Infection d'un moignon d'amputation
  - T87.5 Nécrose d'un moignon d'amputation
  - T87.6 Complications autres et non précisées au niveau d'un moignon d'amputation

- T88 Autres complications de soins chirurgicaux et médicaux, non classées ailleurs
  - T88.0 Infection consécutive à vaccination
  - T88.1 Autres complications consécutives à vaccination, non classées ailleurs
  - T88.2 Choc anesthésique
  - T88.3 Hyperthermie maligne due à une anesthésie
  - T88.4 Echec ou difficulté d'intubation
  - T88.5 Autres complications consécutives à une anesthésie
  - T88.6 Choc anaphylactique dû à des effets indésirables d'une substance médicamenteuse appropriée et correctement administrée
  - T88.7 Effet indésirable d'un médicament, sans précision
  - T88.8 Autres complications précisées de soins médicaux et chirurgicaux, non classées ailleurs
  - T88.9 Complication de soins chirurgicaux et médicaux, sans précision

## T90-T98 Séquelles de lésions traumatiques, d'empoisonnements et d'autres conséquences de causes externes
- T90 Séquelles de lésions traumatiques de la tête
  - T90.0 Séquelles de lésion traumatique superficielle de la tête
  - T90.1 Séquelles de plaie ouverte de la tête
  - T90.2 Séquelles d'une fracture du crâne ou des os de la face
  - T90.3 Séquelles de lésion traumatique de nerfs crâniens
  - T90.4 Séquelles de lésion traumatique de l'œil et de l'orbite
  - T90.5 Séquelles de lésion traumatique intracrânienne
  - T90.8 Séquelles d'autres lésions traumatiques précisées de la tête
  - T90.9 Séquelles de lésion traumatique de la tête, sans précision

- T91 Séquelles de lésions traumatiques du cou et du tronc
  - T91.0 Séquelles de lésion traumatique superficielle et de plaie ouverte du cou et du tronc
  - T91.1 Séquelles d'une fracture du rachis
  - T91.2 Séquelles d'autres fractures du thorax et du bassin
  - T91.3 Séquelles de lésion traumatique de la moelle épinière
  - T91.4 Séquelles de lésion traumatique d'organes intrathoraciques
  - T91.5 Séquelles de lésion traumatique d'organes intra-abdominaux et pelviens
  - T91.8 Séquelles d'autres lésions traumatiques précisées du cou et du tronc
  - T91.9 Séquelles de lésion traumatique du cou et du tronc, sans précision

- T92 Séquelles de lésions traumatiques du membre supérieur
  - T92.0 Séquelles de plaie ouverte du membre supérieur
  - T92.1 Séquelles d'une fracture du bras et de l'avant-bras
  - T92.2 Séquelles d'une fracture au niveau du poignet et de la main
  - T92.3 Séquelles d'une luxation, entorse et foulure du membre supérieur
  - T92.4 Séquelles d'une lésion traumatique de nerfs du membre supérieur
  - T92.5 Séquelles d'une lésion traumatique de muscles et de tendons du membre supérieur
  - T92.6 Séquelles d'écrasement et d'amputation traumatiques du membre supérieur
  - T92.8 Séquelles d'autres lésions traumatiques précisées du membre supérieur
  - T92.9 Séquelles de lésion traumatique du membre supérieur, sans précision

- T93 Séquelles de lésions traumatiques du membre inférieur
  - T93.0 Séquelles de plaie ouverte du membre inférieur
  - T93.1 Séquelles d'une fracture du fémur
  - T93.2 Séquelles d'autres fractures du membre inférieur
  - T93.3 Séquelles de luxation, entorse et foulure du membre inférieur
  - T93.4 Séquelles de lésion traumatique de nerfs du membre inférieur
  - T93.5 Séquelles de lésion traumatique de muscles et de tendons du membre inférieur
  - T93.6 Séquelles d'écrasement et d'amputation traumatiques du membre inférieur
  - T93.8 Séquelles d'autres lésions traumatiques précisées du membre inférieur
  - T93.9 Séquelles de lésion traumatique du membre inférieur, sans précision

- T94 Séquelles de lésions traumatiques de parties du corps multiples et non précisées
  - T94.0 Séquelles de lésions traumatiques de parties multiples du corps
  - T94.1 Séquelles de lésions traumatiques, non précisées selon la partie du corps

- T95 Séquelles de brûlures, corrosions et gelures
  - T95.0 Séquelles de brûlure, corrosion et gelure de la tête et du cou
  - T95.1 Séquelles de brûlure, corrosion et gelure du tronc
  - T95.2 Séquelles de brûlure, corrosion et gelure du membre supérieur
  - T95.3 Séquelles de brûlure, corrosion et gelure du membre inférieur
  - T95.4 Séquelles de brûlure et corrosion classées selon leur étendue sur la surface du corps
  - T95.8 Séquelles d'autres brûlures, corrosions et gelures précisées
  - T95.9 Séquelles de brûlure, corrosion et gelure, sans précision

- T96 Séquelles d'intoxications par médicaments et substances biologiques

- T97 Séquelles d'effets toxiques de substances d'origine essentiellement non médicinale

- T98 Séquelles de causes externes, autres et sans précision
  - T98.0 Séquelles d'effets dus à un corps étranger ayant pénétré dans un orifice naturel
  - T98.1 Séquelles d'effets de causes externes, autres et sans précision
  - T98.2 Séquelles de certaines complications précoces d'un traumatisme
  - T98.3 Séquelles de complications de soins chirurgicaux et médicaux, non classées ailleurs